# Bảo tàng Kỹ thuật Quốc Gia (Praha)
Bảo tàng Kỹ thuật Quốc gia (tiếng Séc: Národní technické muzeum) (NTM) ở Praha là tổ chức lớn nhất bảo quản thông tin và các hiện vật lịch sử liên quan đến công nghệ ở Cộng hòa Séc. Bảo tàng tổ hức ccác cuộc triển lãm lớn, trưng bày khoảng 15% tổng số bộ sưu tập của bảo tàng. Bảo tàng cũng quản lý kho lưu trữ lớn bao gồm khoảng 3.500 mét kệ tài liệu lưu trữ và khoảng 250.000 cuốn sách. Bảo tàng được thành lập vào năm 1908 và tọa lạc ở vị trí hiện tại kể tử năm 1941. Bảo tàng nằm liền kề với Công viên Letná.

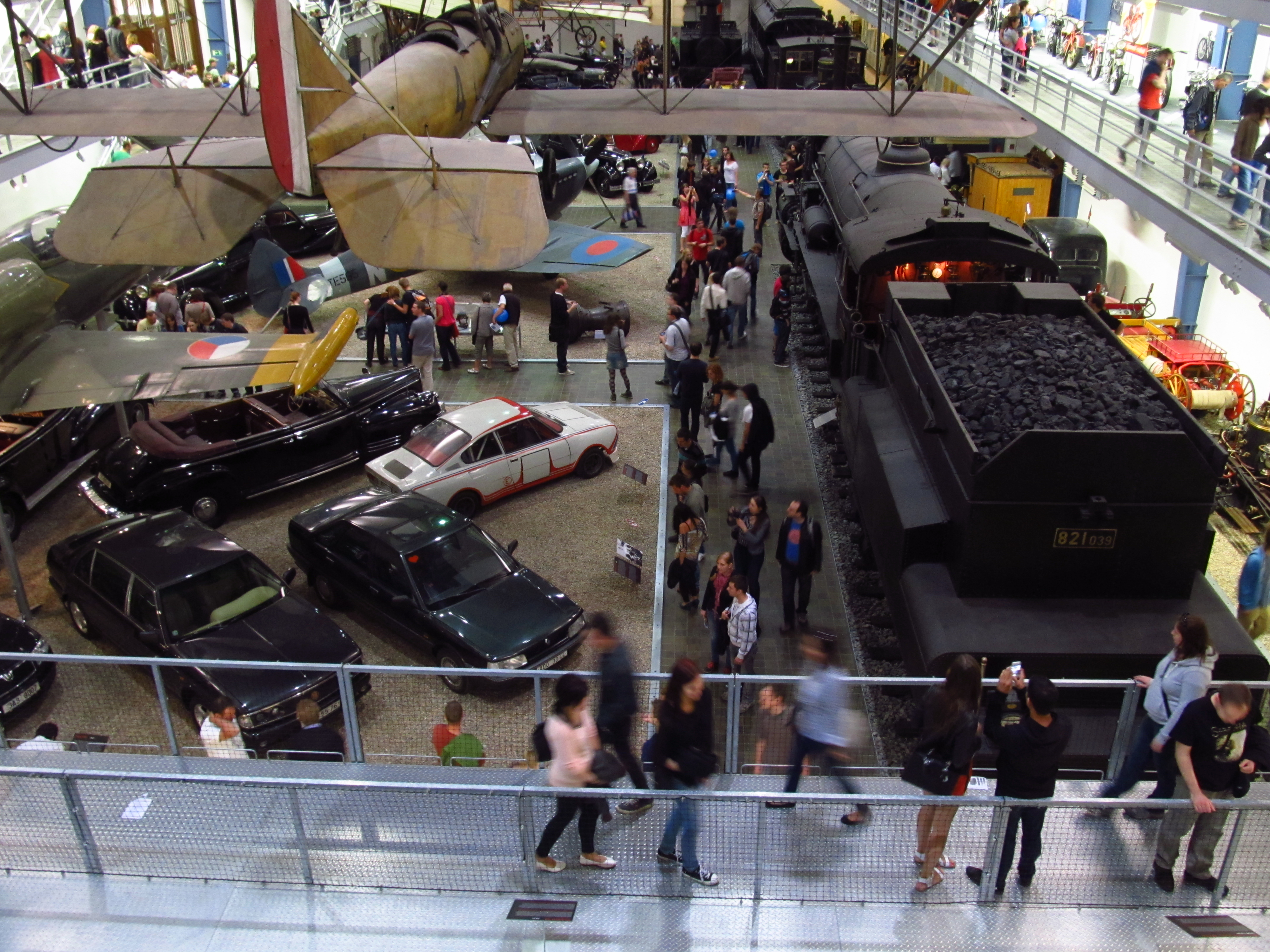
Bảo tàng kỹ thuật quốc gia

## Lịch sử
Các tác phẩm sưu tập có nguồn gốc từ trường kỹ thuật chuyên nghiệp (thành lập năm 1717 tại Praha), sau đó được đưa đến Viện Bách khoa Praha (thành lập năm 1806) và cuối cùng, vào năm 1874, Vojtěch Náprstek đứng ra thành lập Bảo tàng công nghiệp Séc. Vào thời cận đại, bảo tàng có tên là Bảo tàng Kỹ thuật Bohemia, mở cửa cho công chúng vào năm 1910 tại Cung điện Schwarzenberg. Sau đó được đổi tên thành Bảo tàng Kỹ thuật Tiệp Khắc vào năm 1918 với sự thành lập của nhà nước Tiệp Khắc. Bảo tàng được chuyển đến tòa nhà mới vào năm 1942 và tọa lạc ở đây cho đến tận ngày nay. Tòa nhà của bảo tàng do kiến trúc sư Milan Babuška thiết kế. Bản thiết kế của ông đã chiến thắng trong cuộc thi kiến trúc theo phong cách Chủ nghĩa Công năng. Bộ sưu tập của bảo tàng bị di dời trong thời gian Đức Quốc xã chiếm đóng, sau đó dần dần được trả lại trong suốt nhiều năm tiếp theo.
Năm 1995, bảo tàng cho mở ba phòng trưng bày mới: Phòng trưng bày Thiết kế Công nghiệp, Phòng trưng bày Nhà đơn và Phòng trưng bày Mỹ thuật. Phòng trưng bày Thiết kế công nghiệp nổi bật với những chiếc xe máy, phụ tùng nhẹ đời đầu của Séc. Phòng trưng bày Nhà Đơn được sử dụng cho các cuộc triển lãm mô hình và thiết kế tòa nhà. Phòng trưng bày Mỹ thuật trưng bày các bức tranh và tác phẩm điêu khắc từ thế kỷ 17 đến thế kỷ 20 về các chủ đề liên quan đến công nghiệp, khoa học và công nghệ.
Năm 2001 bảo tàng đã mở thêm một Bảo tàng Đường sắt với khoảng 100 phương tiện giao thông đường sắt.
Trận lũ lụt ở châu Âu năm 2002 đã gây thiệt hại cho lên khoảng 200 mét khối tài liệu được lưu trữ tại bảo tàng. Công việc liên quan đến việc làm khô và phục hồi các vật liệu kéo dài đến năm 2013.
Bảo tàng Kỹ thuật Quốc gia đã đóng cửa từ tháng 9 năm 2006 đến tháng 2 năm 2011 để tiến hành cải tạo.

## Các cuộc triển lãm quan trọng
Nhà tiên phong hàng không Jan Kašpar đã tặng chiếc máy bay mà ông đã thực hiện chuyến bay đầu tiên từ Pardubice đến Velká Chuchle vào năm 1911 cho Bảo tàng Kỹ thuật Quốc gia ở Praha. Tại đây chiếc máy bay được trưng bày cùng với nhiều chiếc máy bay lịch sử khác. Chiếc Mercedes-Benz W154 (1939), chiếc xe của Rudolf Caracciola là vật trưng bày giá trị nhất của bảo tàng. Chiếc Tatra 80 (1935), chiếc xe của Tổng thống Tomáš Garrigue Masaryk là chiếc xe quý giá nhất của Séc.

## Trưng bày

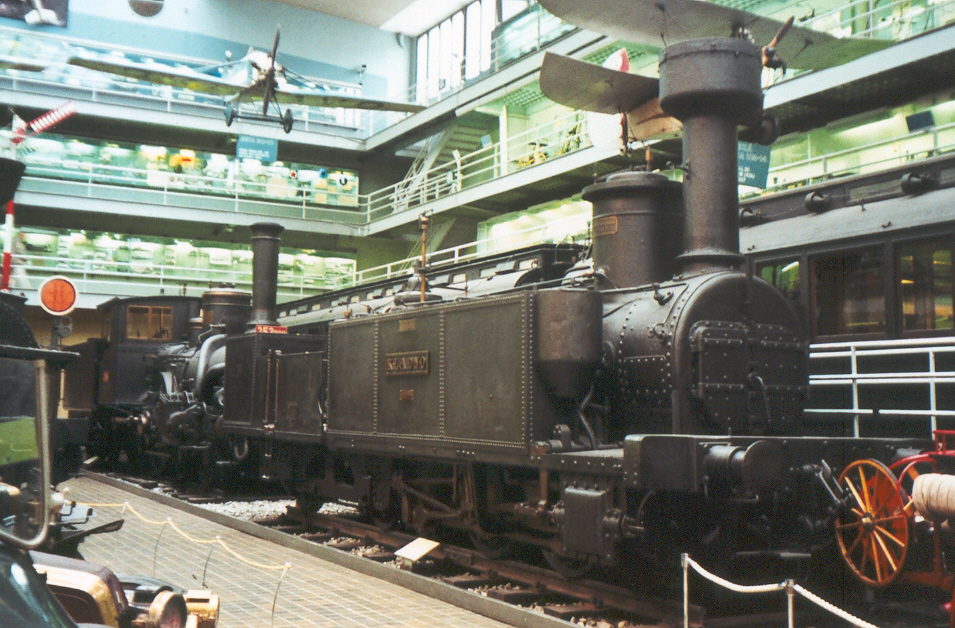
Đầu máy Kladno (1855)
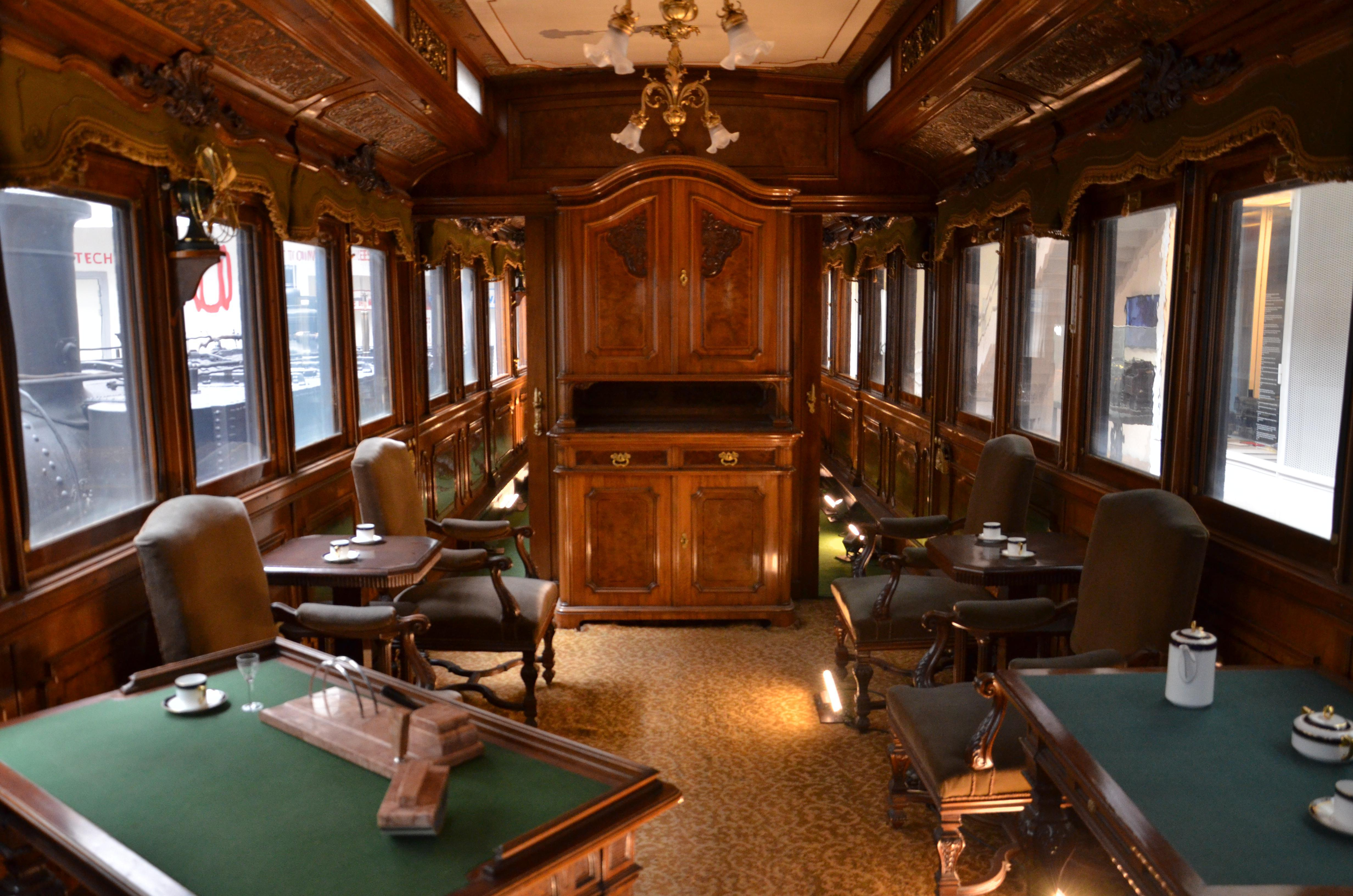
Nội thất salon ô tô của Franz Joseph I
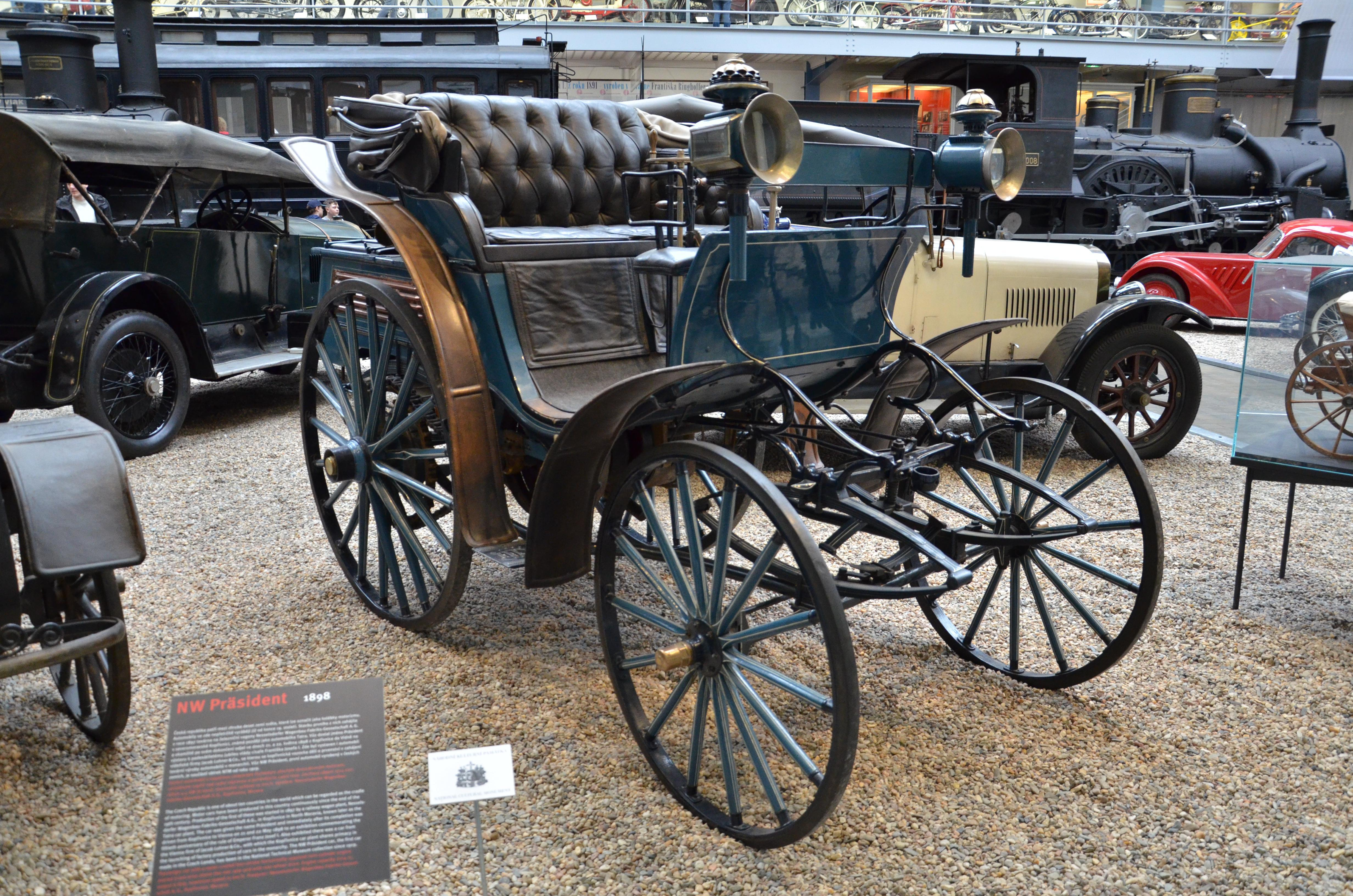
Benz Viktoria (1893)
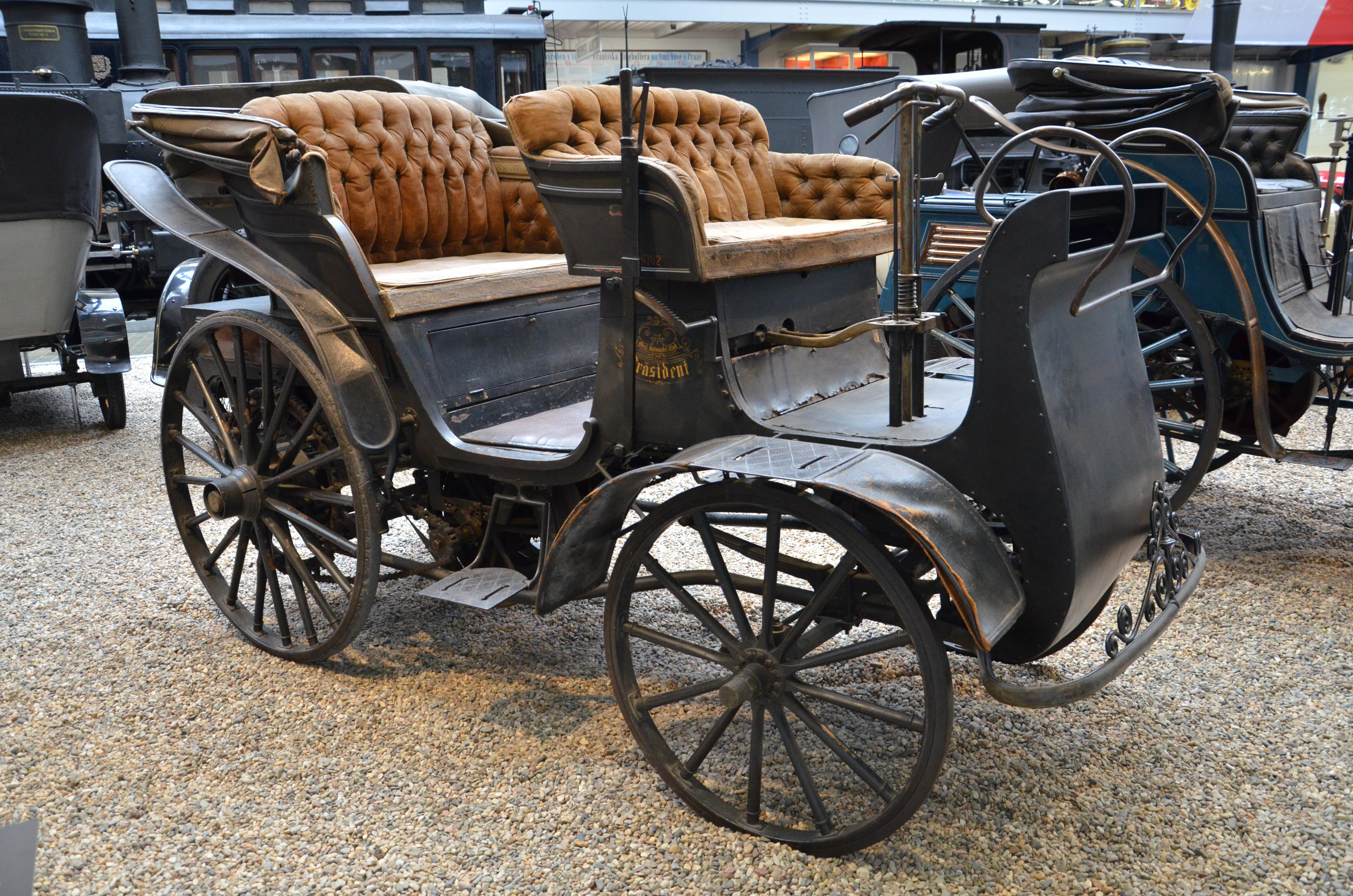
NW Präsident (1898)
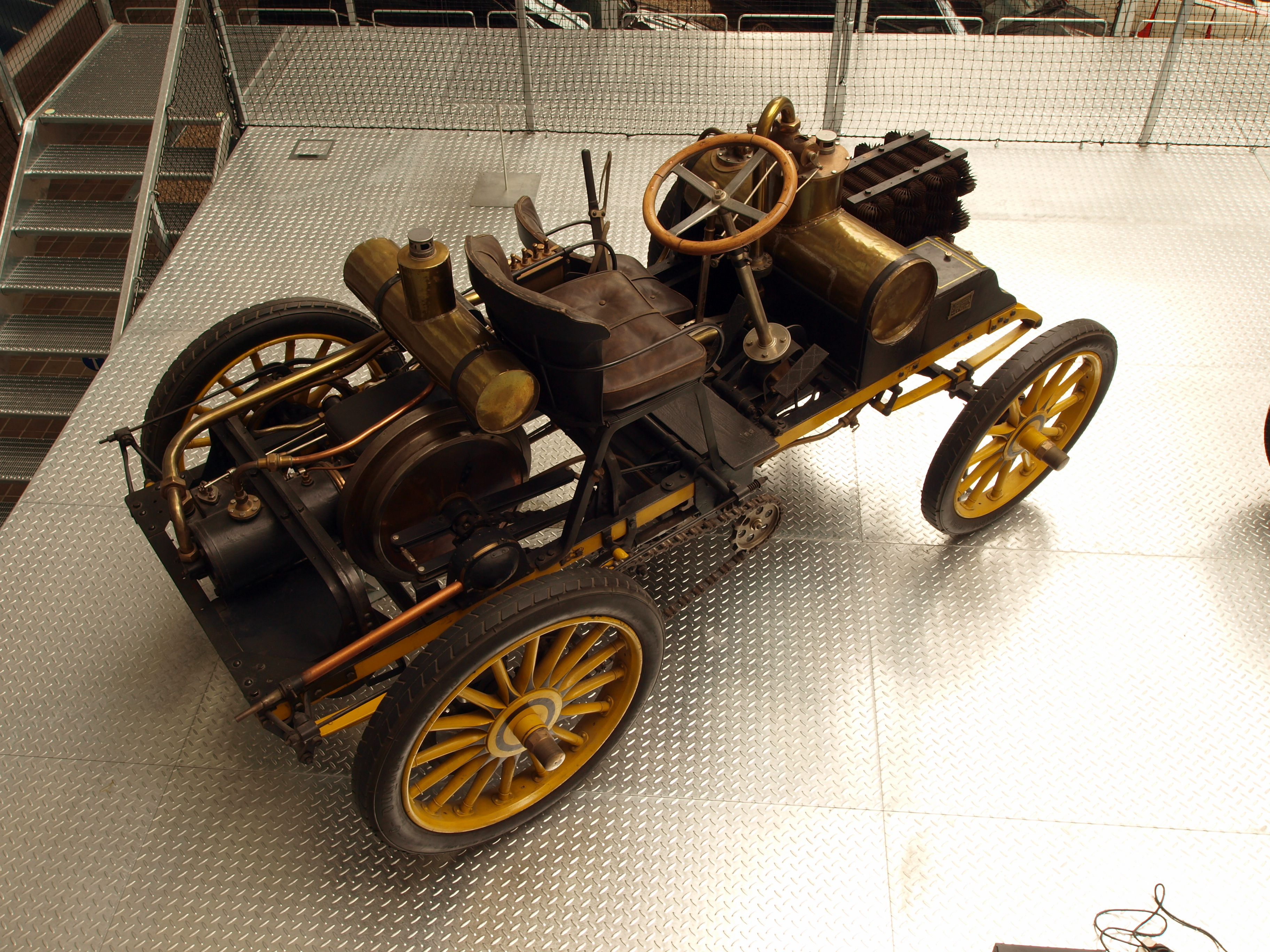
NW 12 HP Rennzweier (1900), xe đua của Theodor von Liebieg
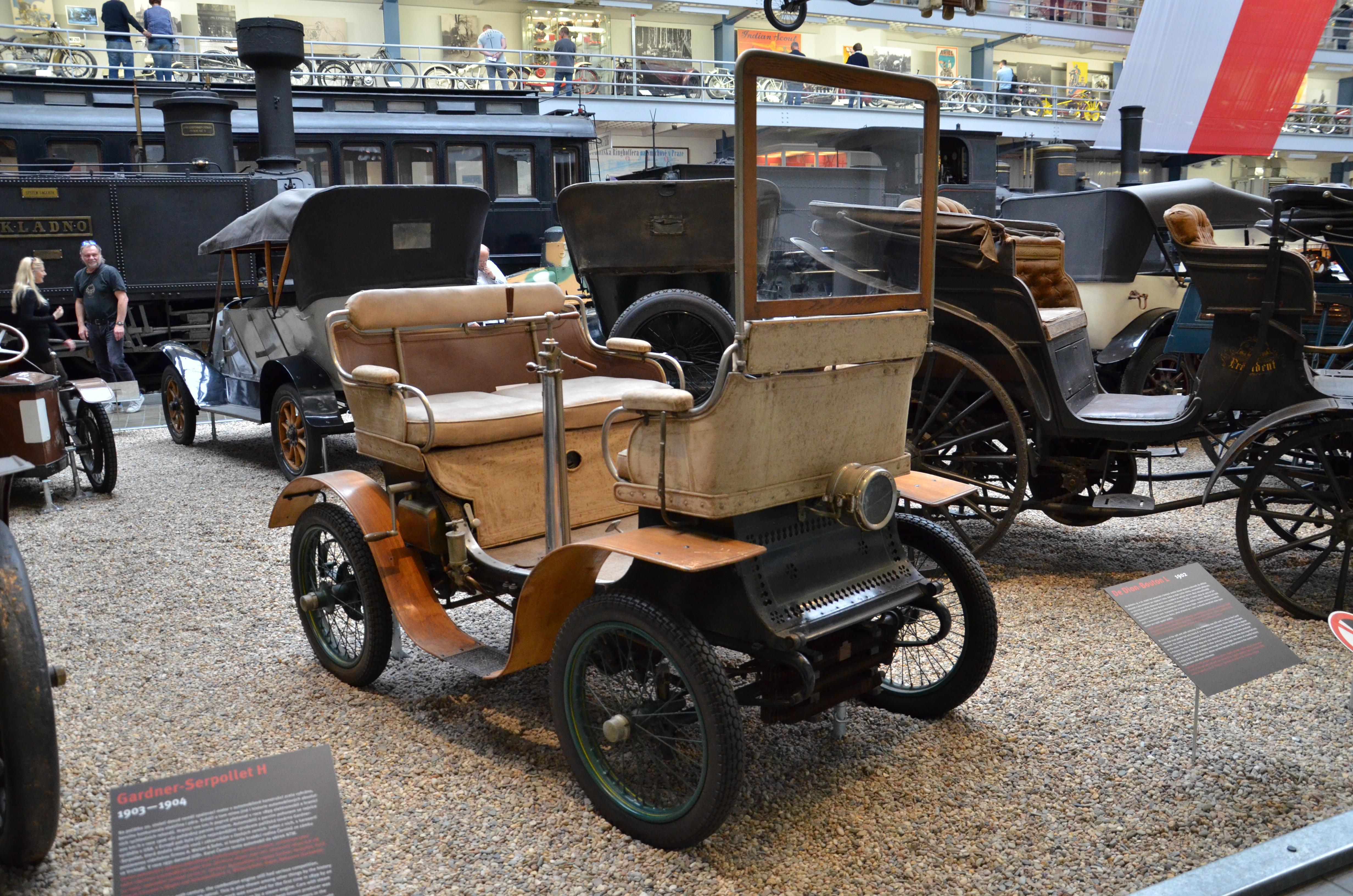
De Dion-Bouton L (1902)
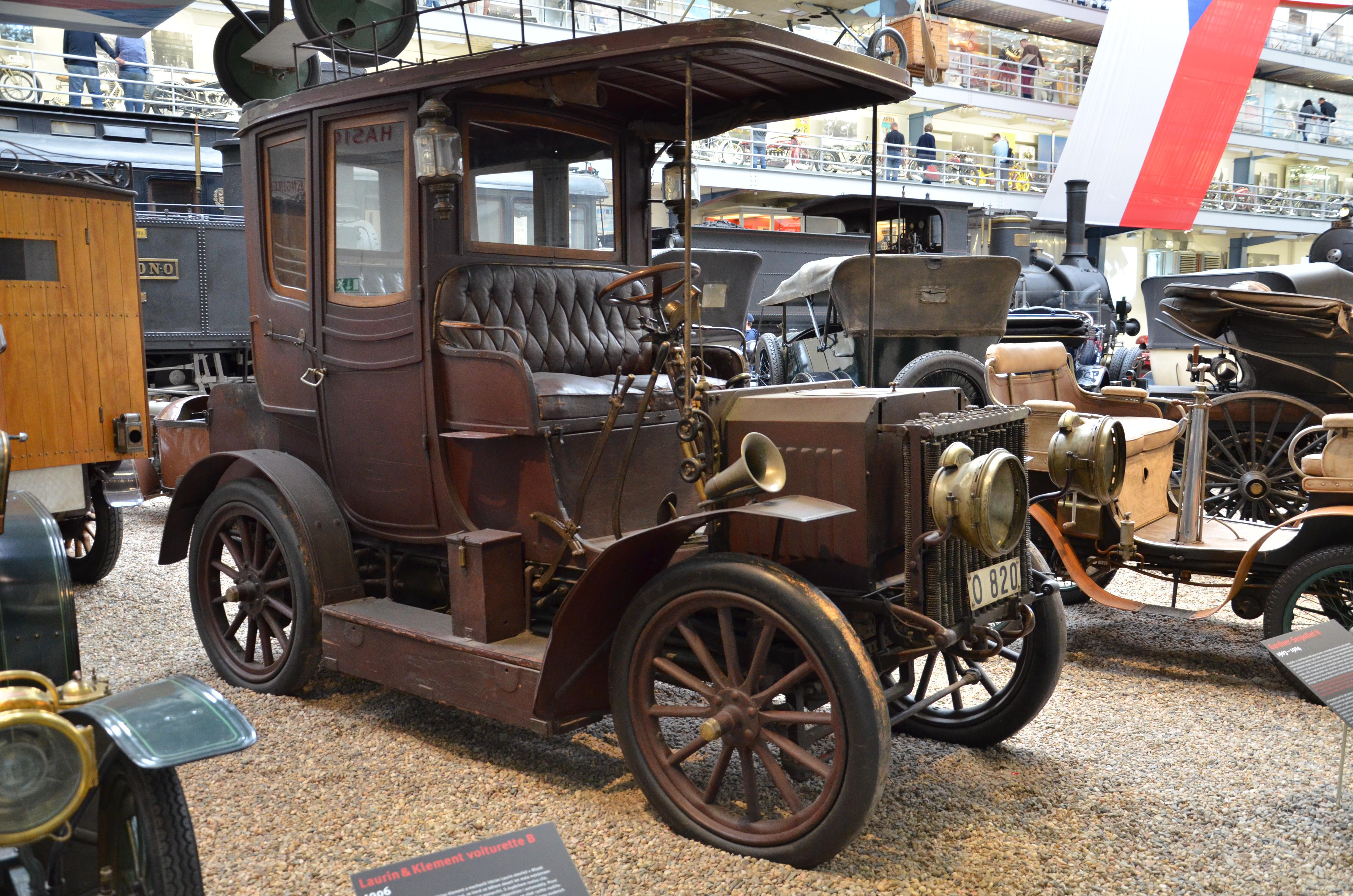
Gardner-Serpollet H (1903-1904)
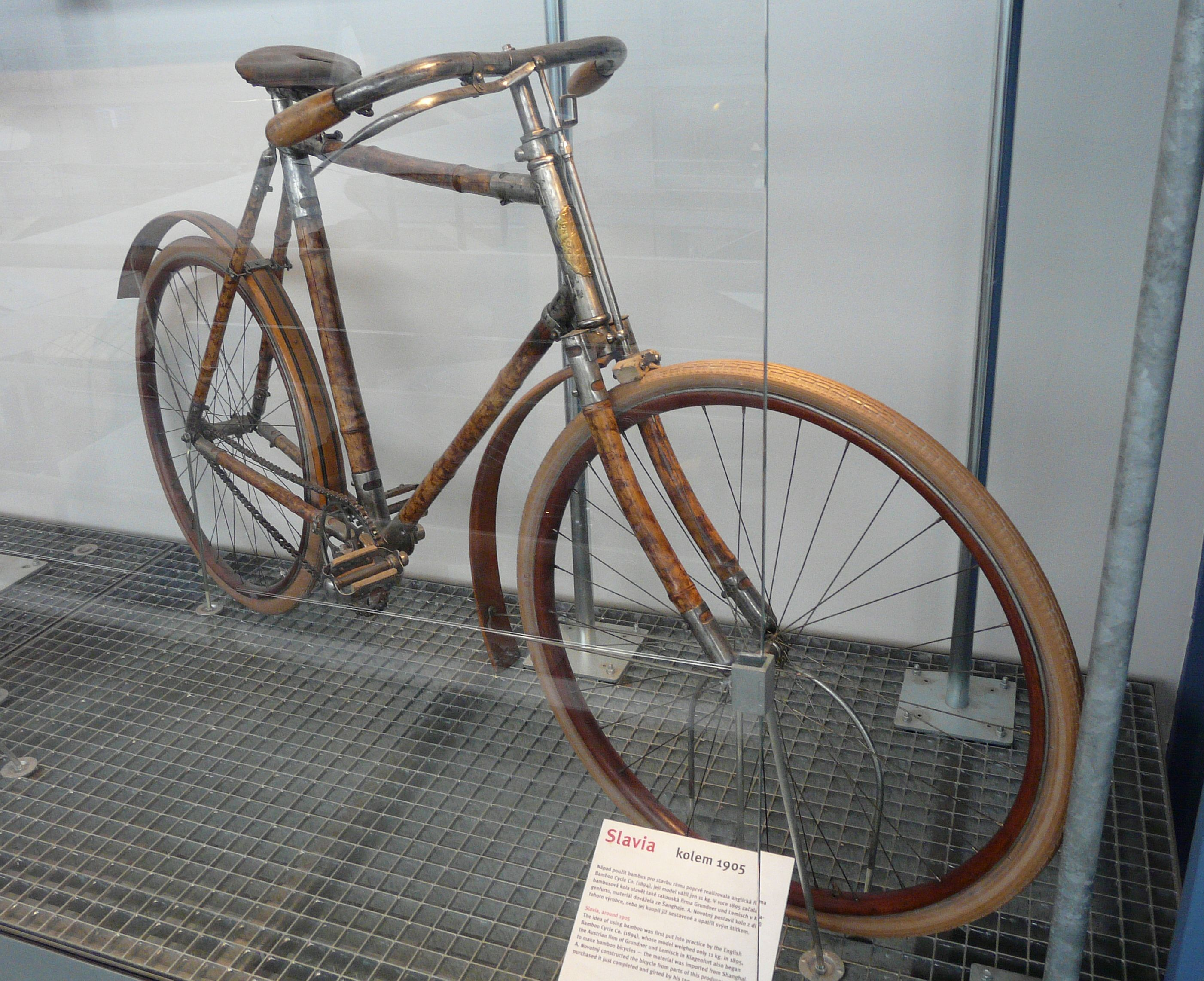
Bike Slavia (1905)
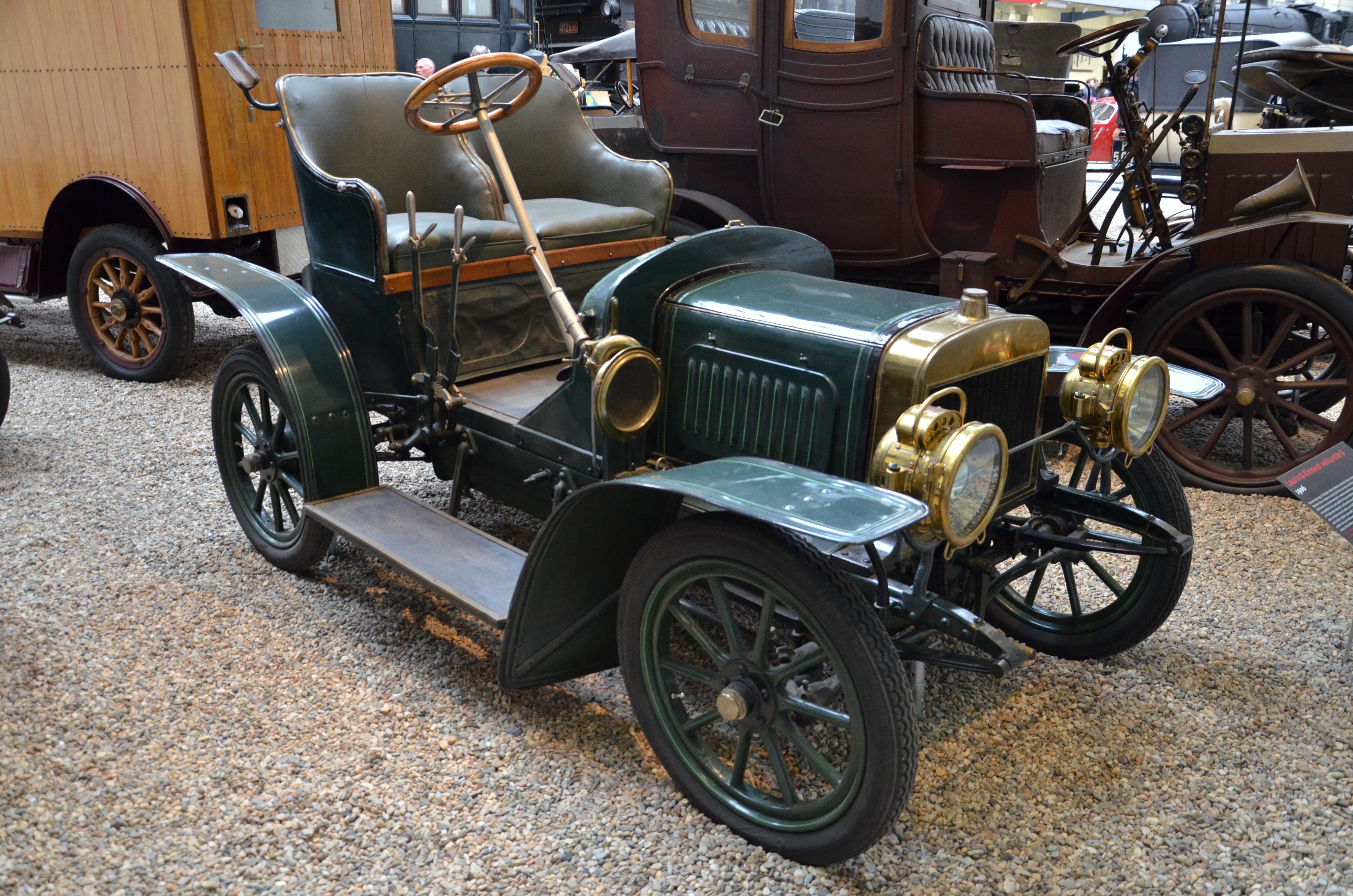
Laurin & Klement voiturette B (1906)
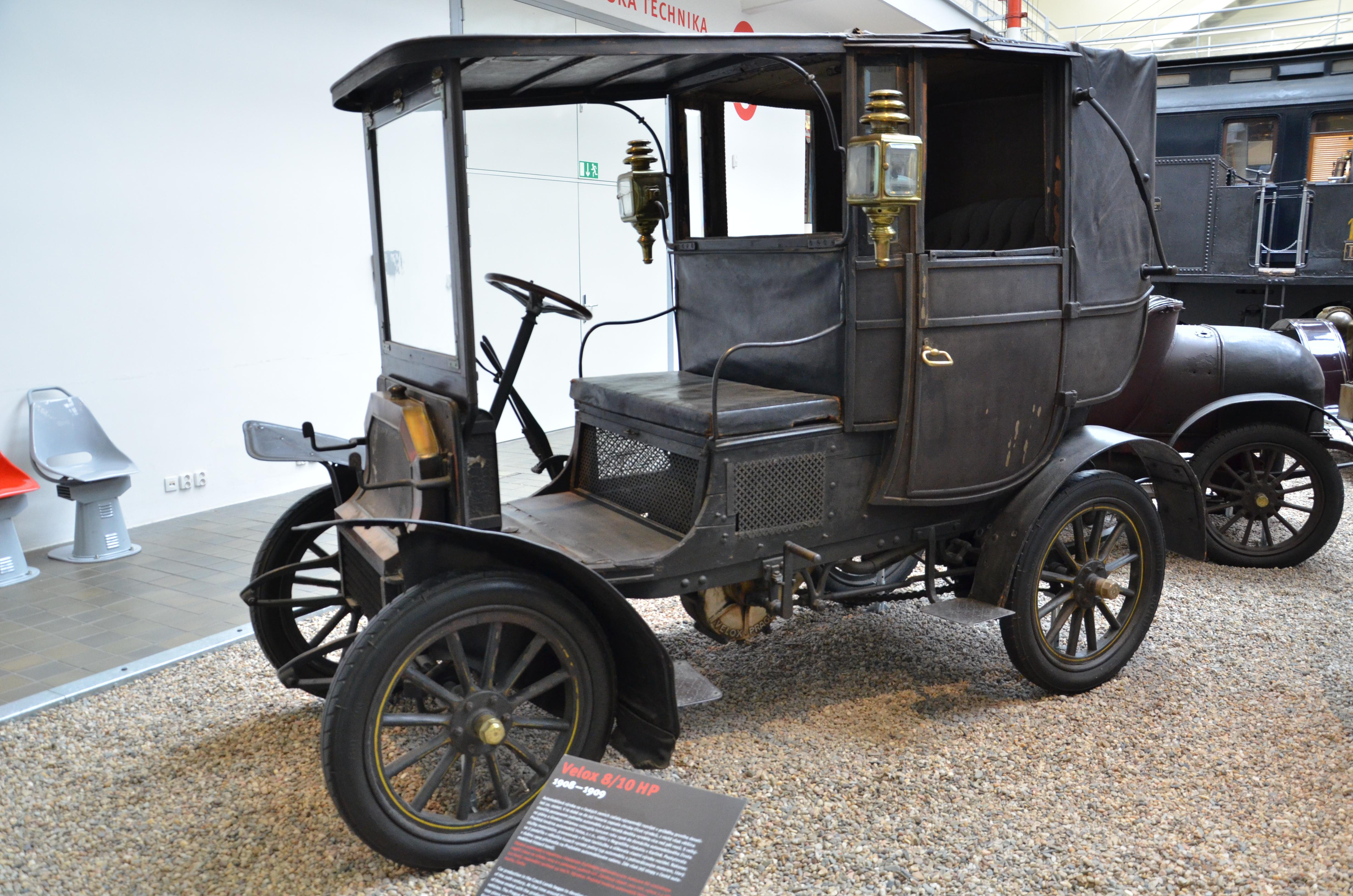
Velox 8/10 HP (1908-1909)
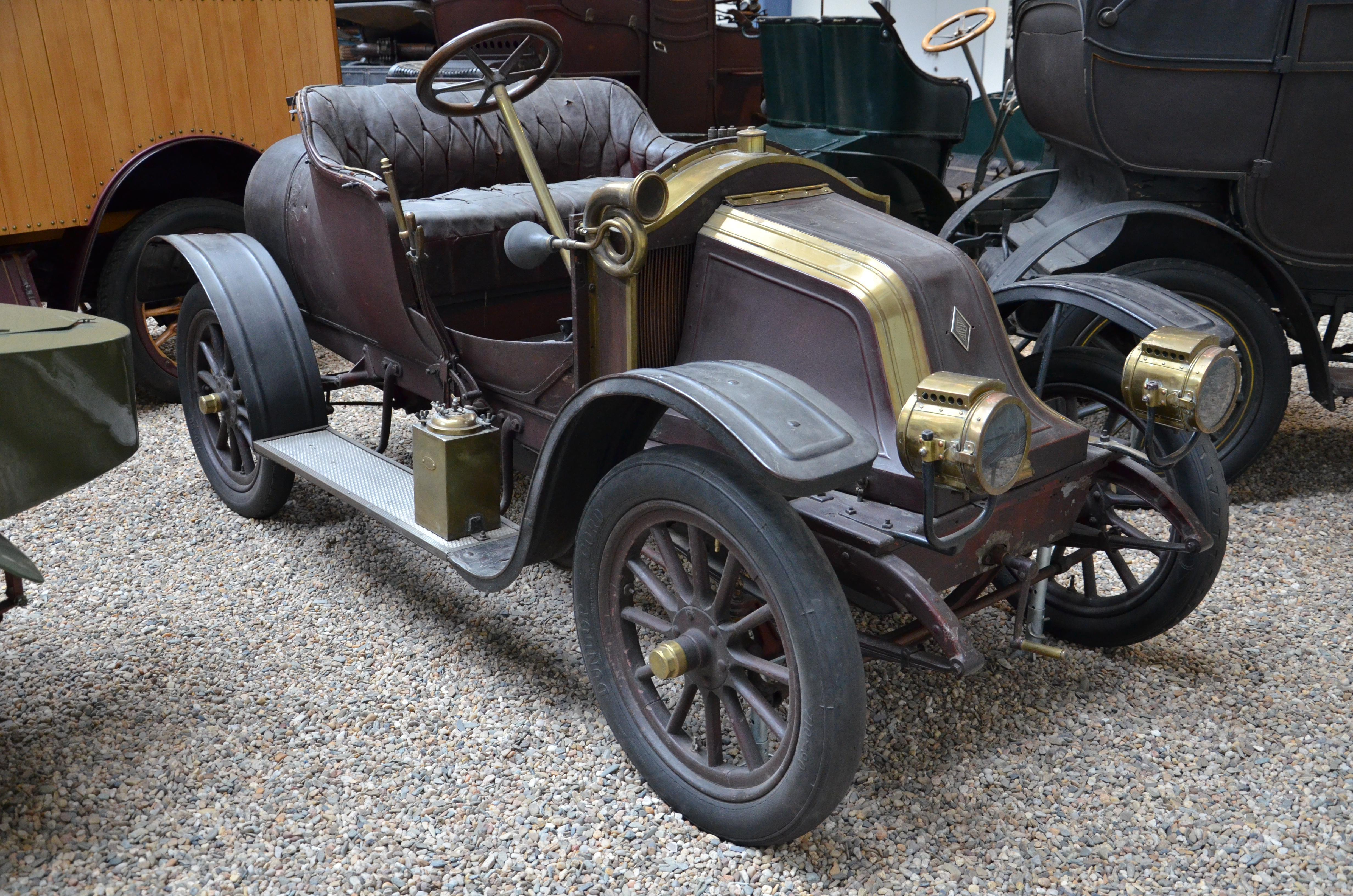
Renault AX (1909)
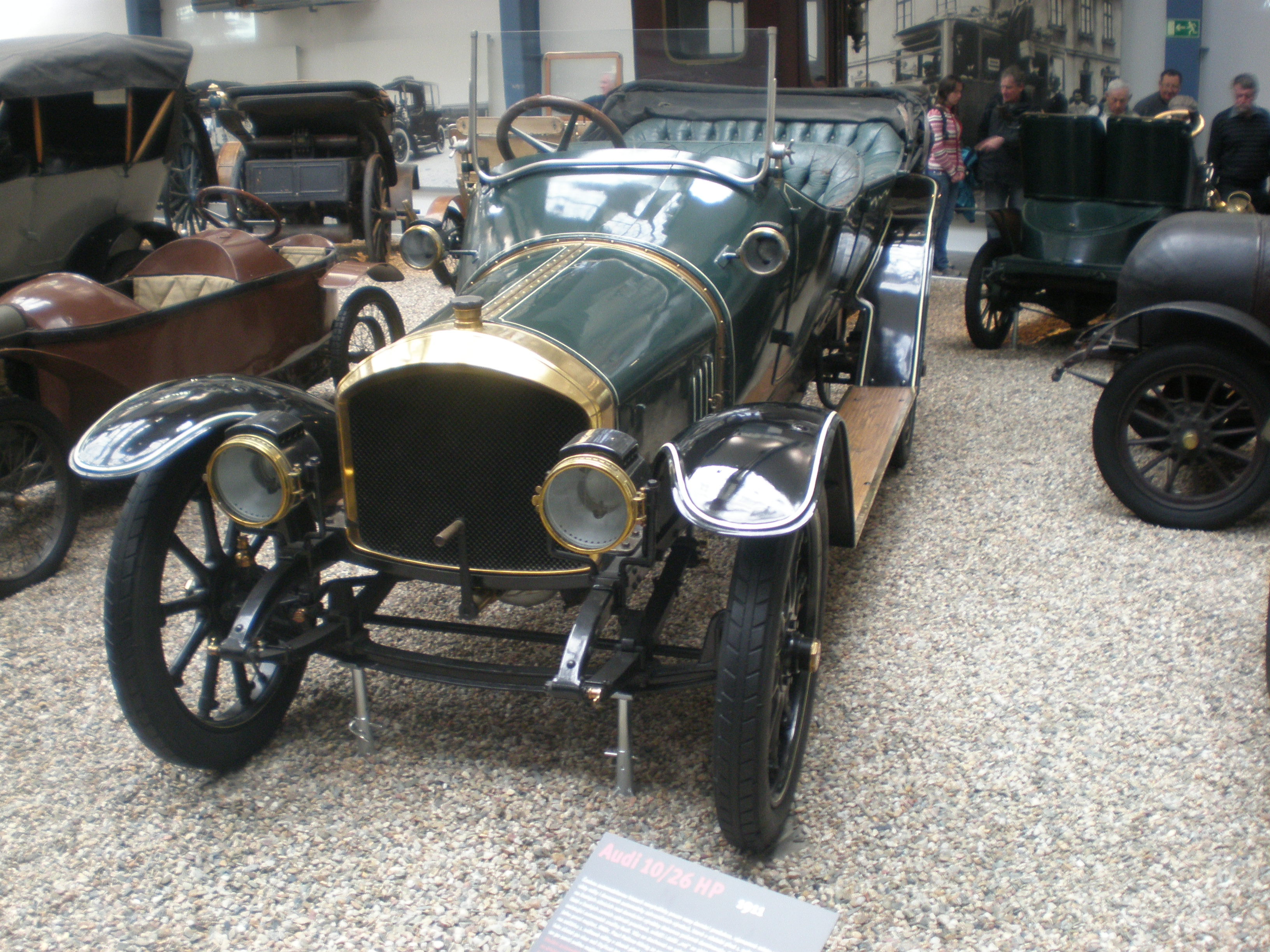
Audi 10/26 PS A (1910)
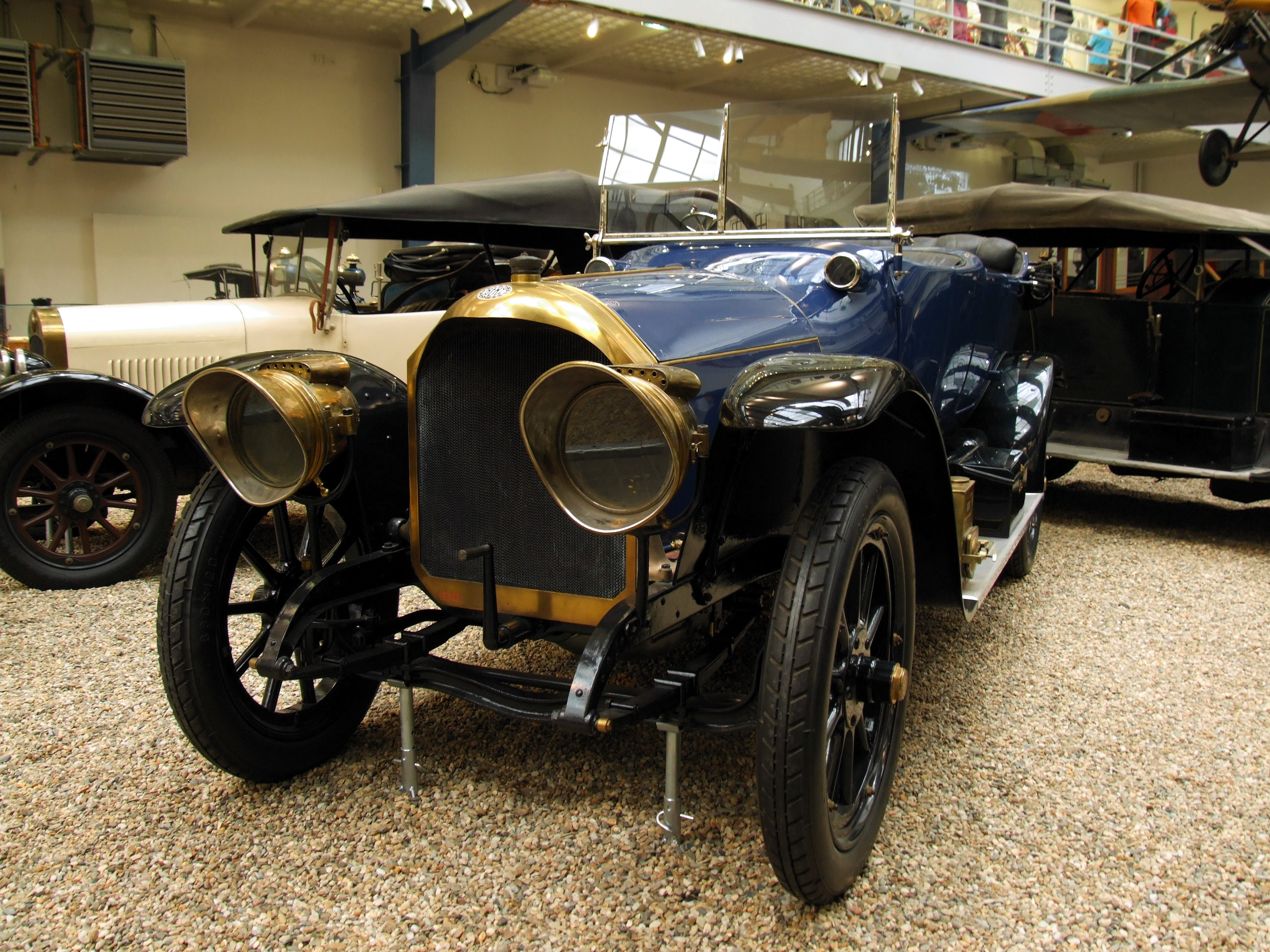
Benz 16/40 HP (1914)
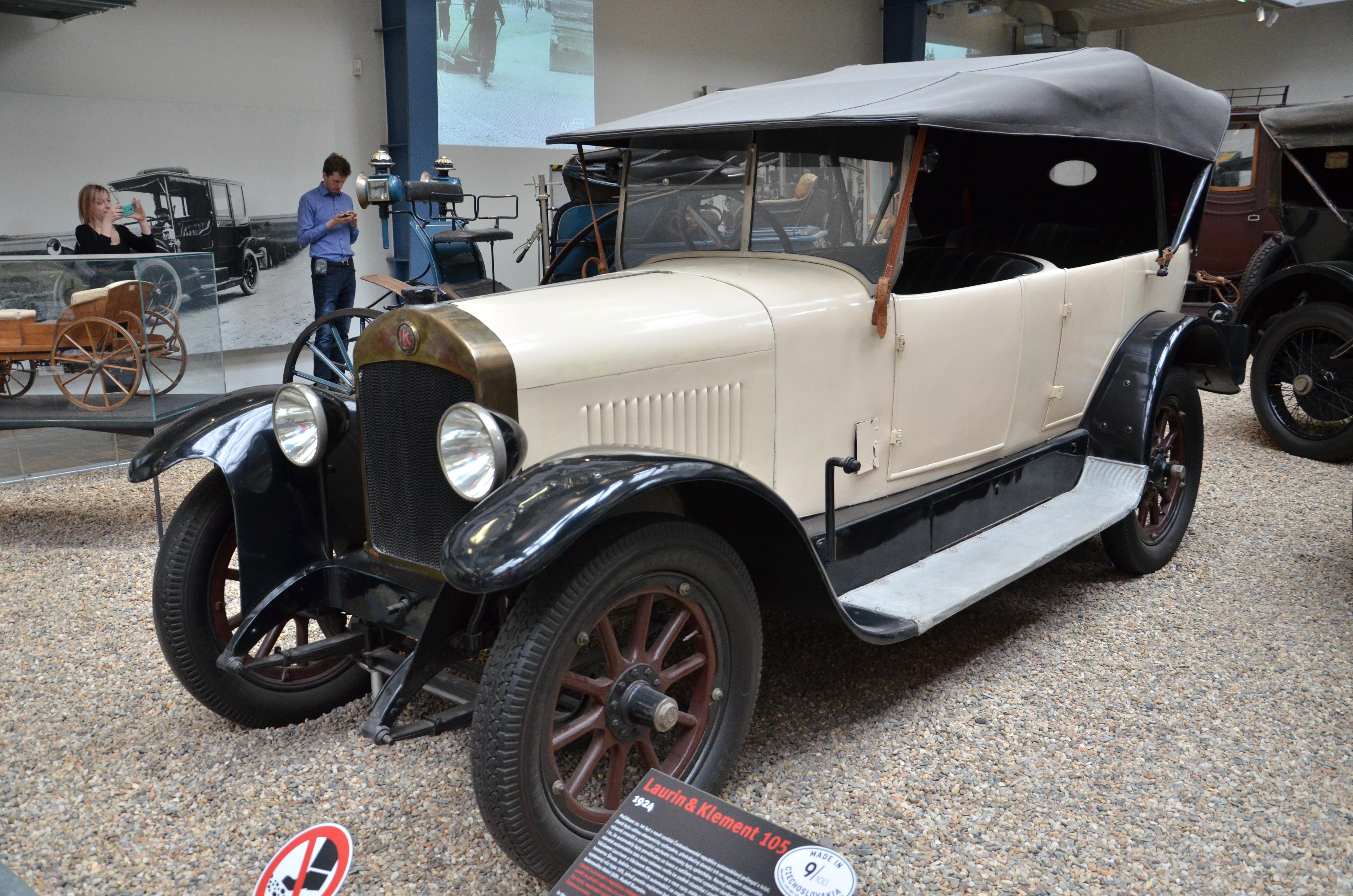
Laurin & Klement 105 (1924)
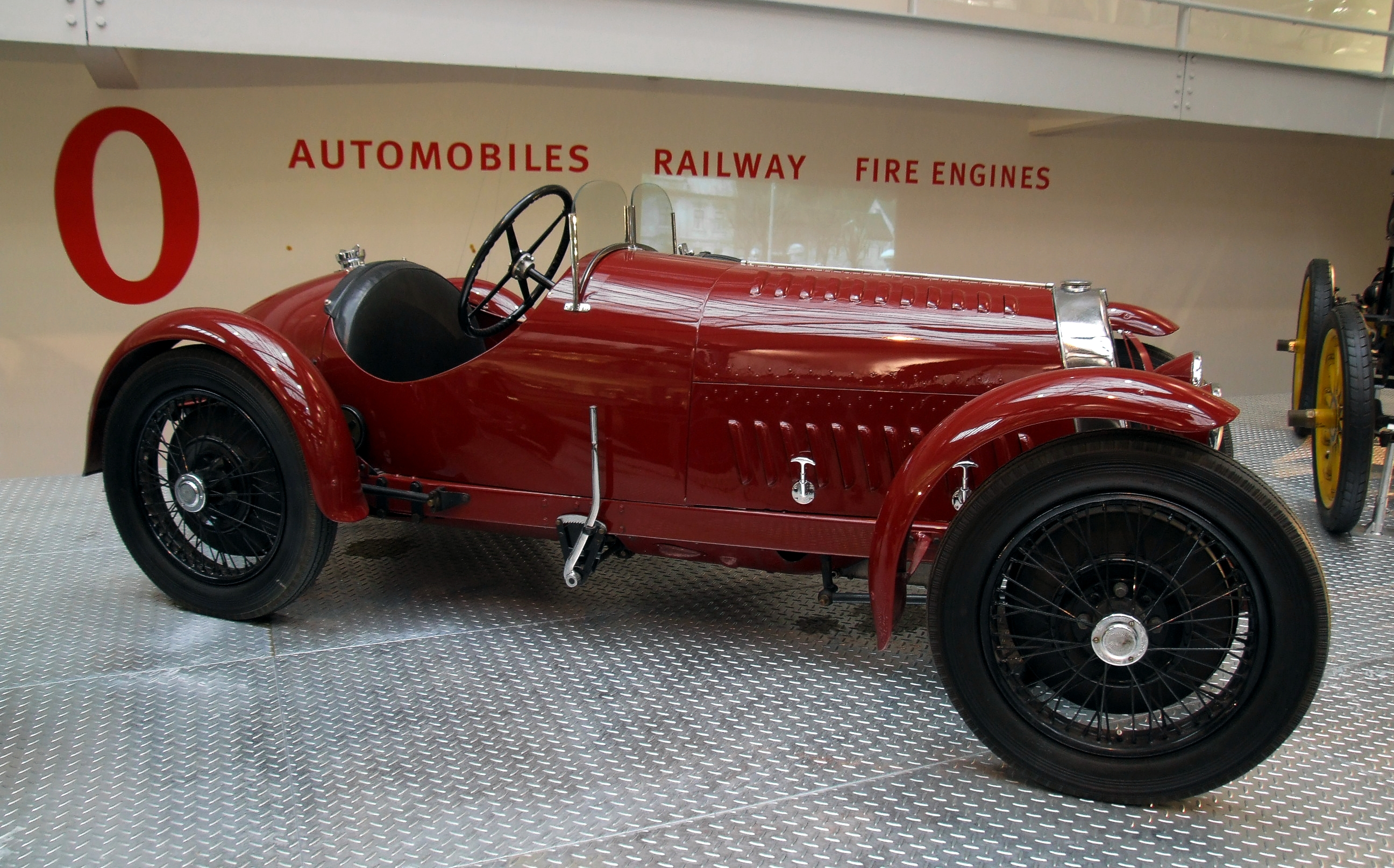
Wikov 28/7 (năm 1929)
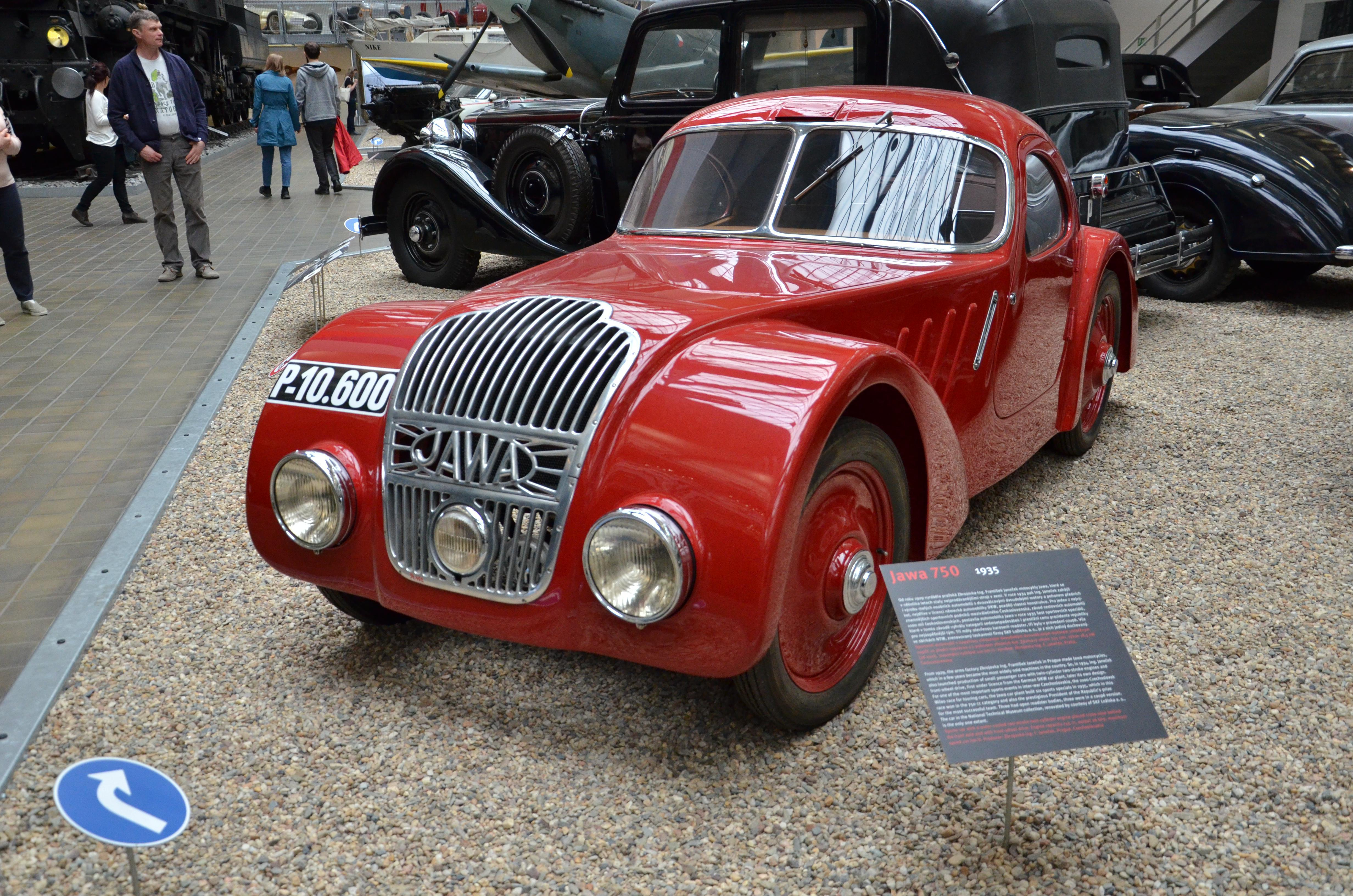
Jawa 750 (1935)
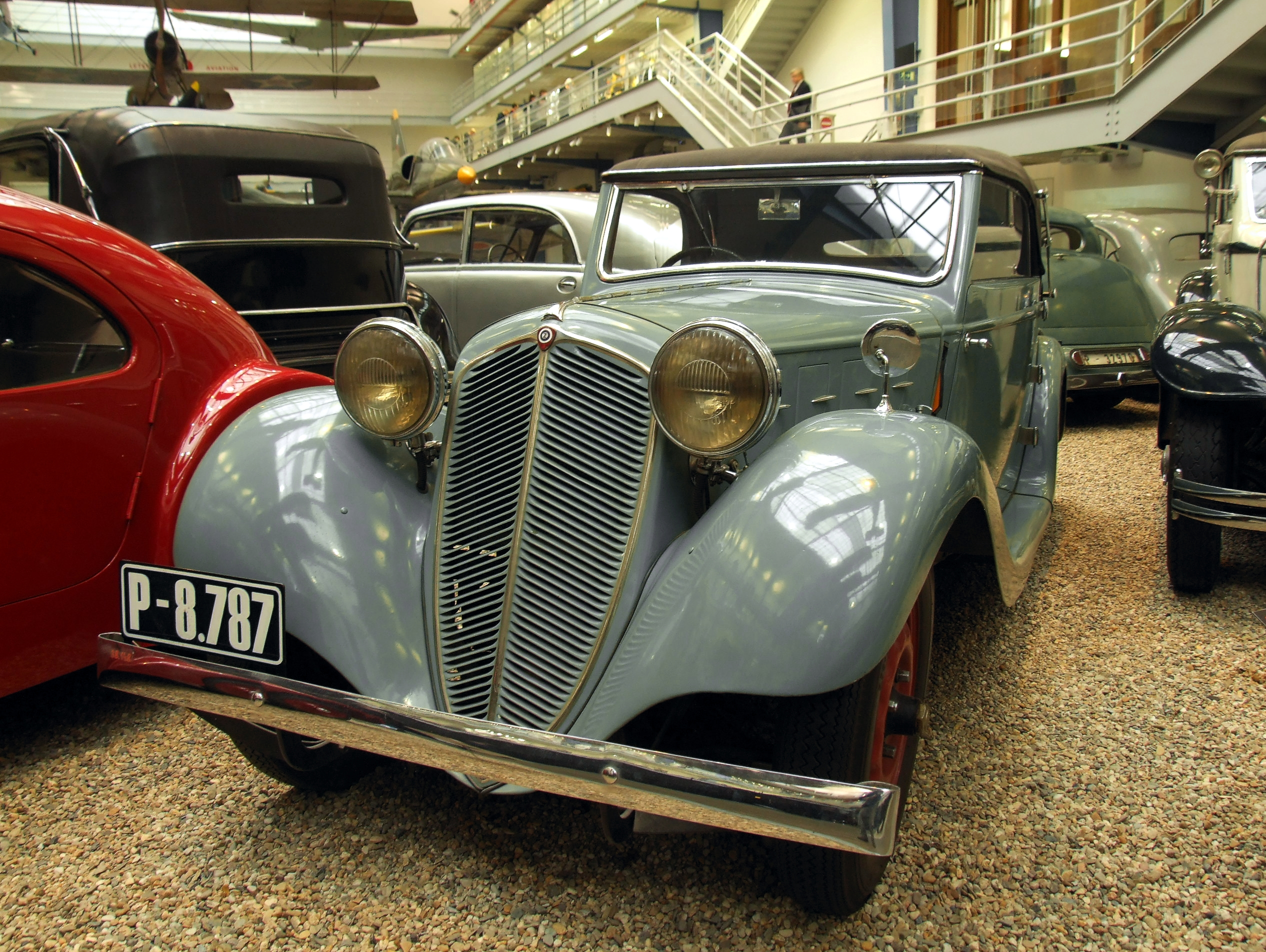
Z-4 (1936)
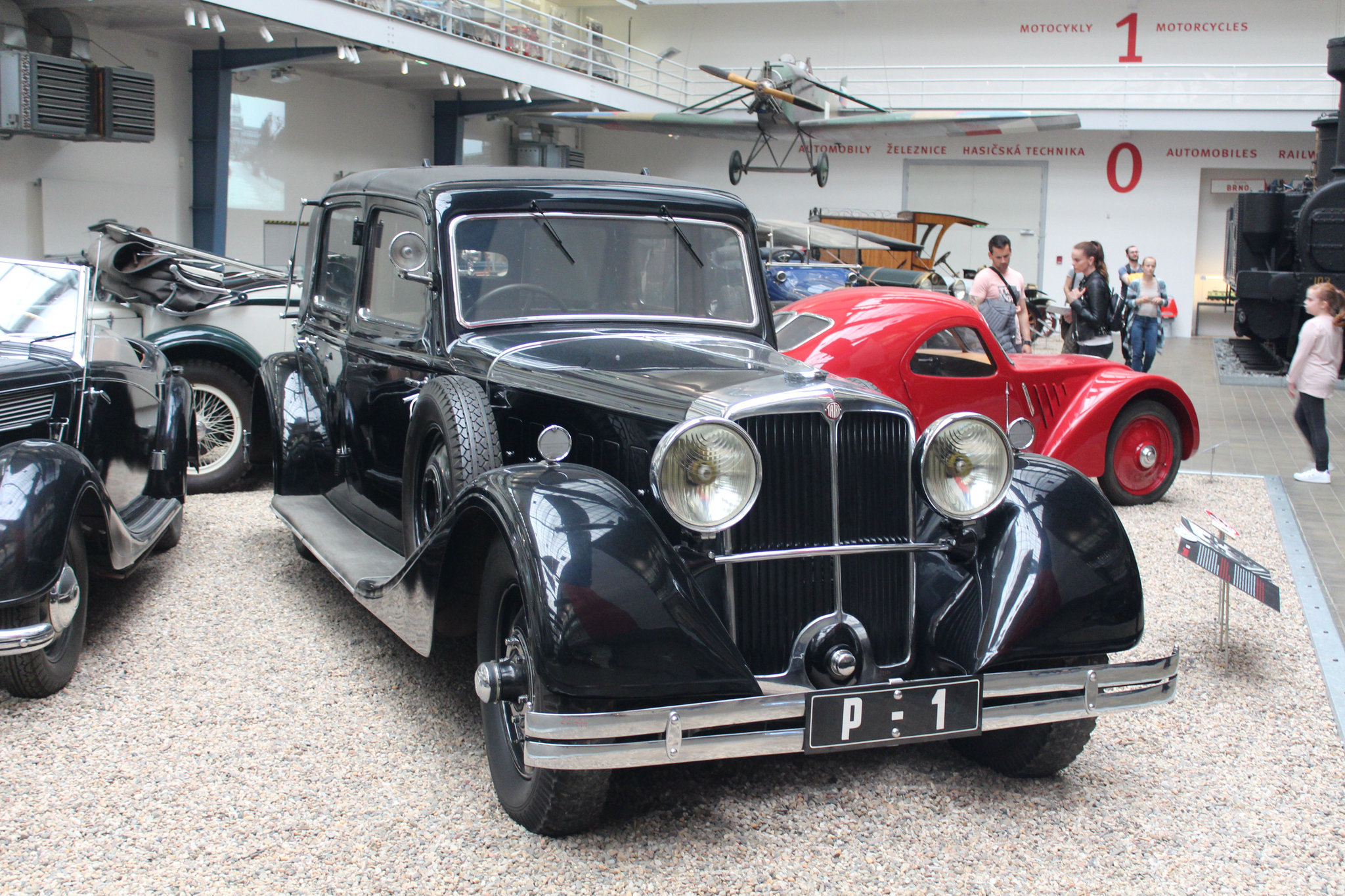
Tatra 80 (1935) của Chủ tịch TG Masaryk
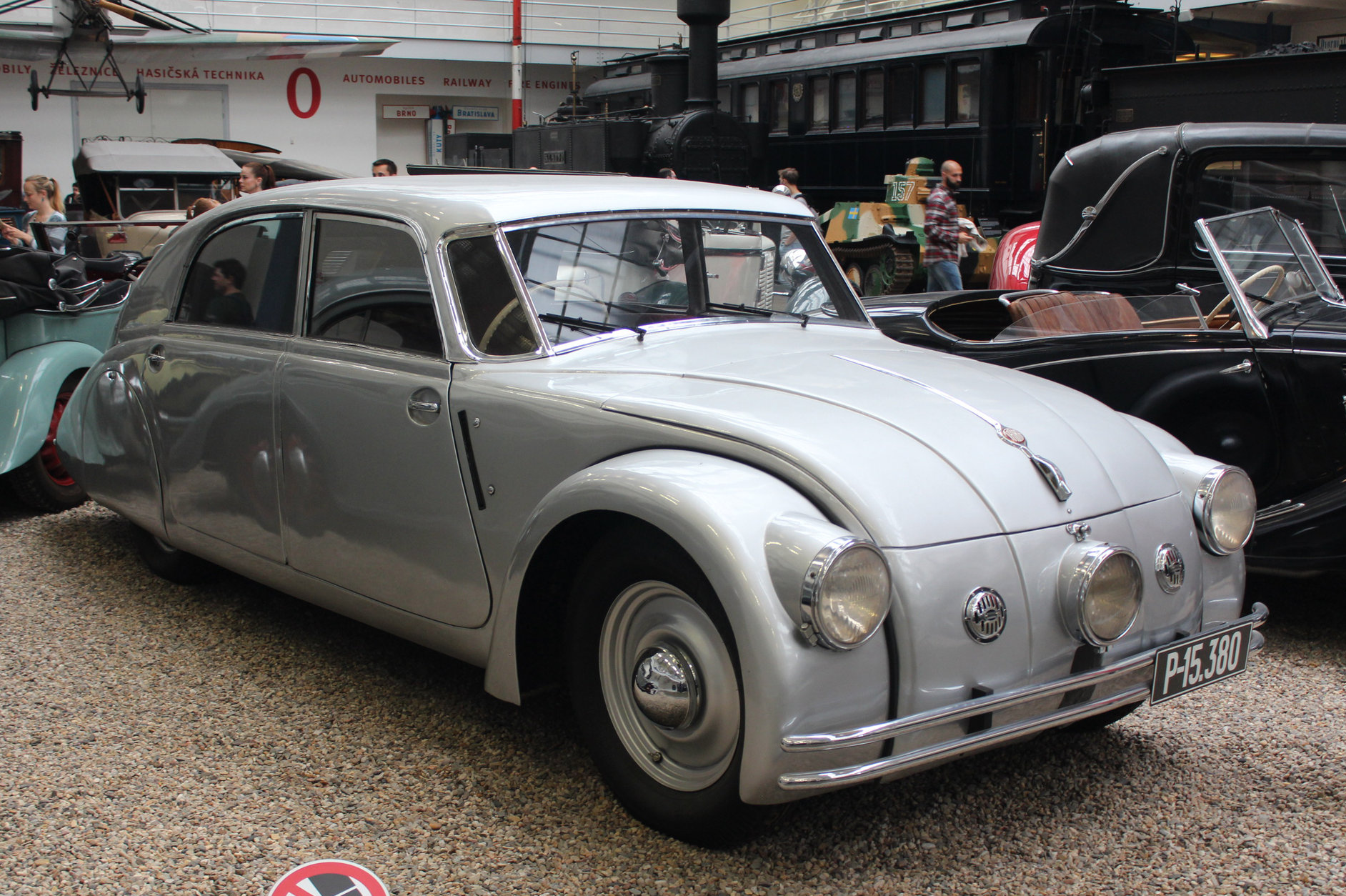
Tatra 77 (1937)
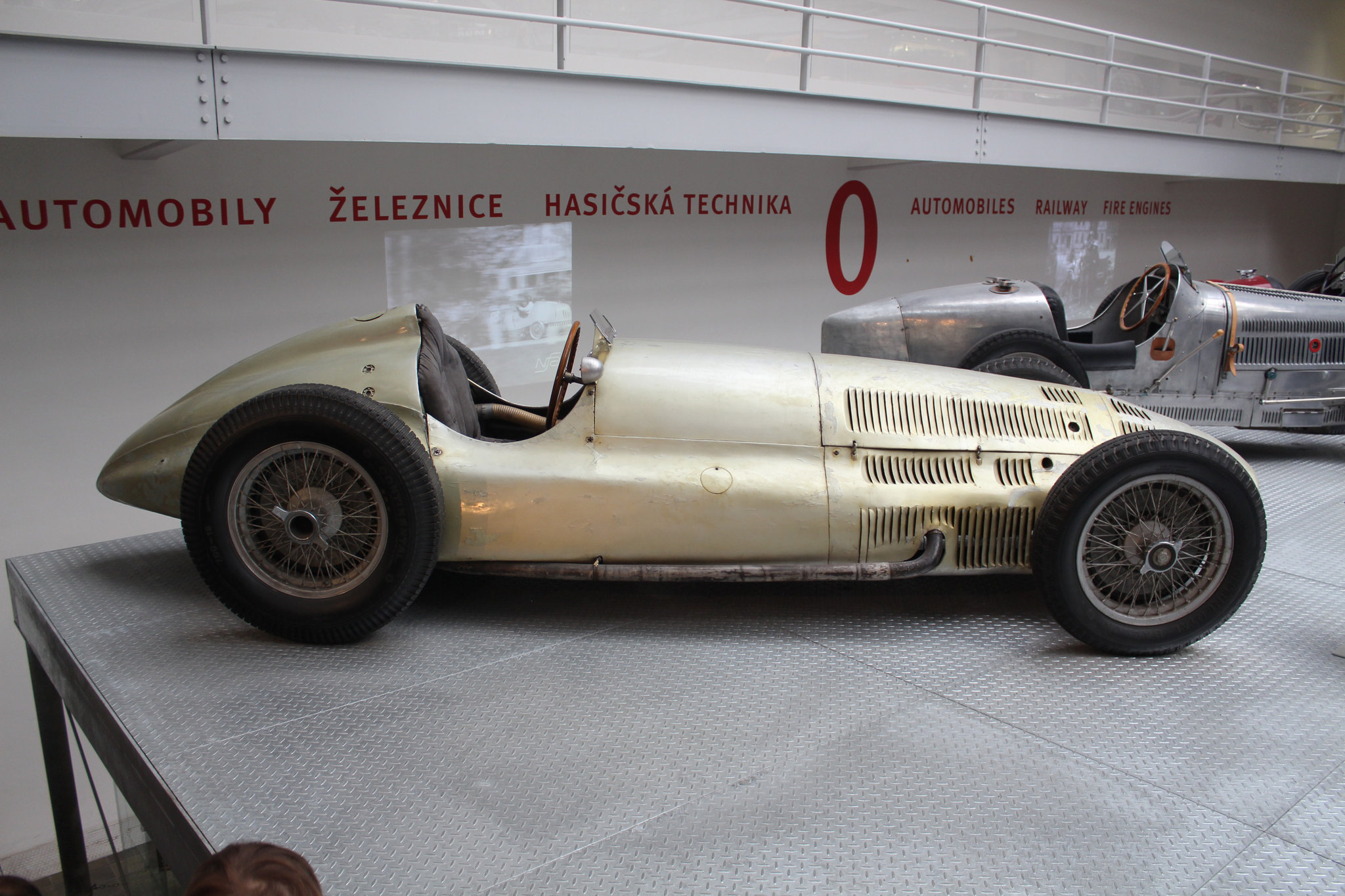
Mercedes Benz W154 (1938-1939), xe của Rudolf Caracciola, tốc độ 315 km / h
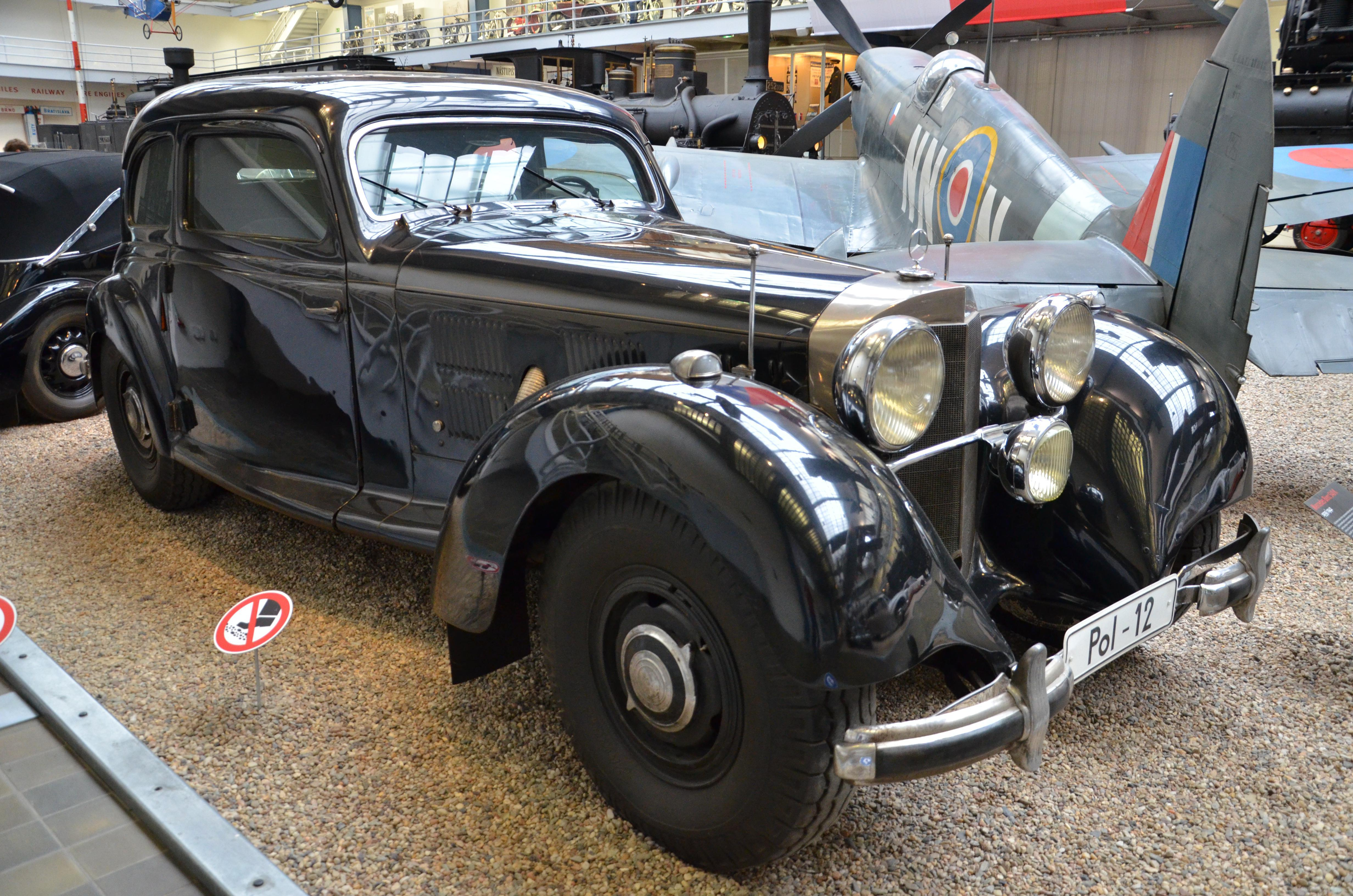
Mercedes-Benz 540K (1939-1942), xe của Karl Hermann Frank
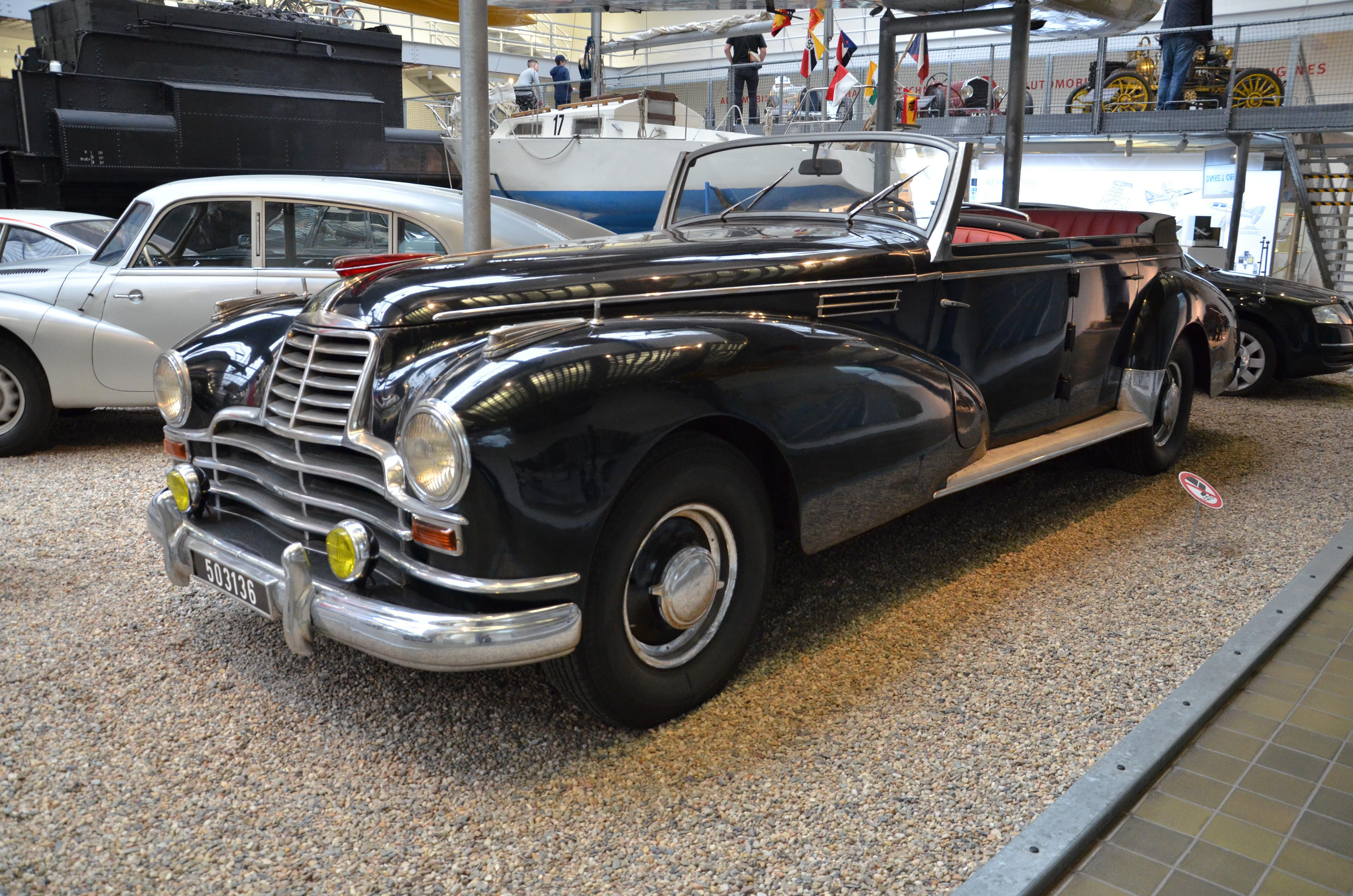
Mercedes-Benz 770 (1939-1952)
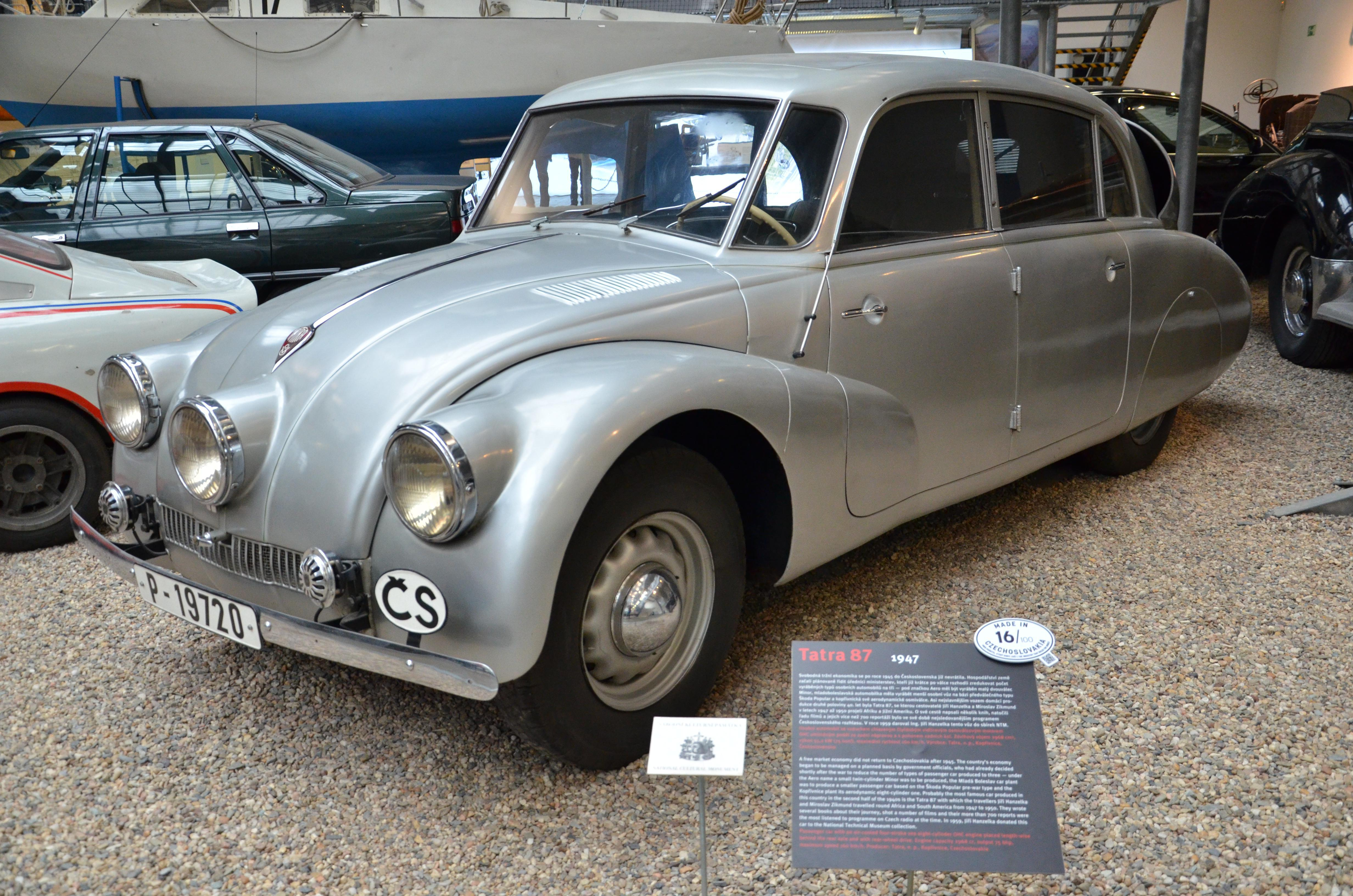
Tatra 87 (1947), xe của du khách Hanzelka và Zikmund
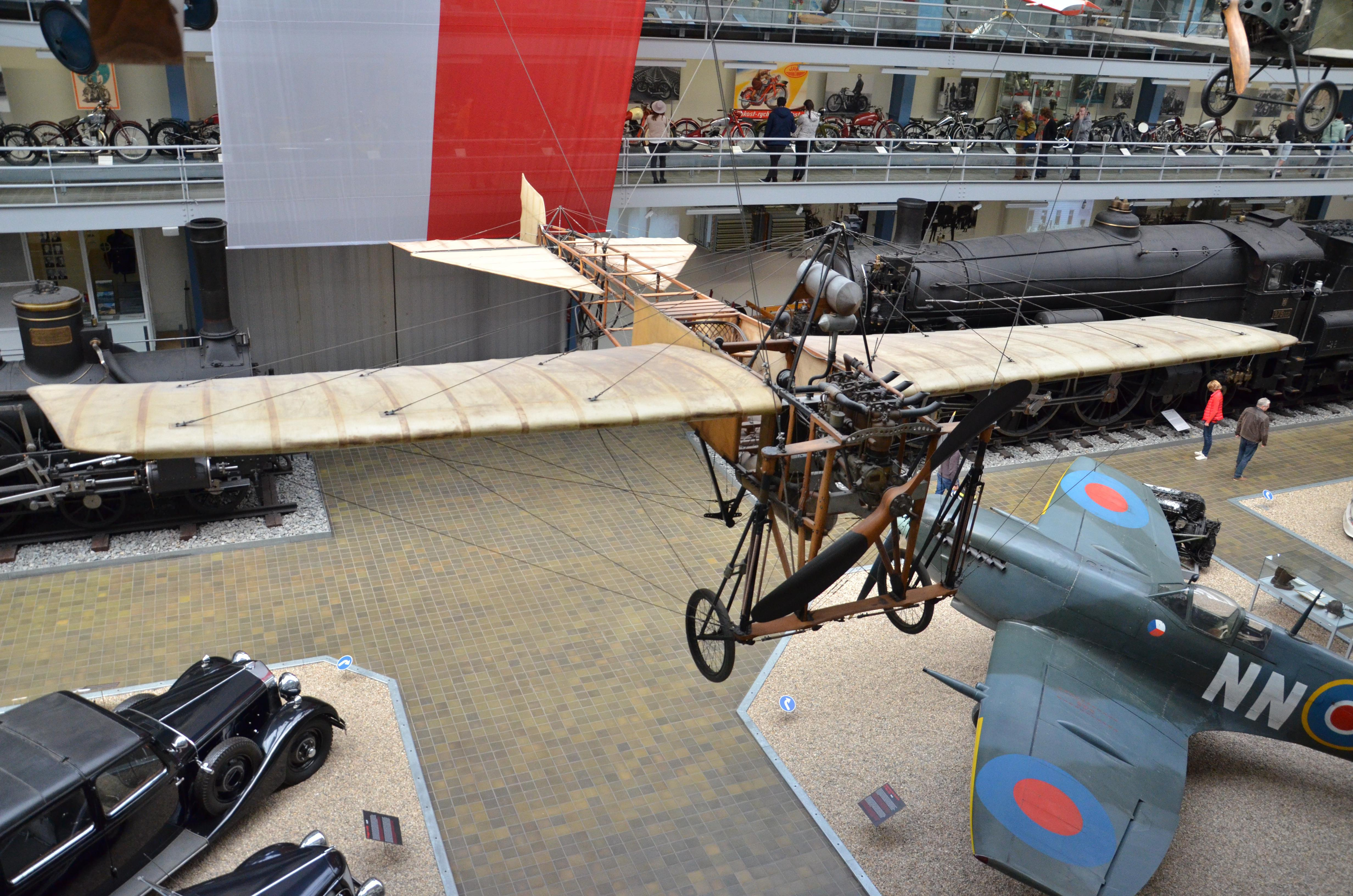
Kašpar JK- Blériot (1911), máy bay của phi công đầu tiên người Séc Jan Kašpar
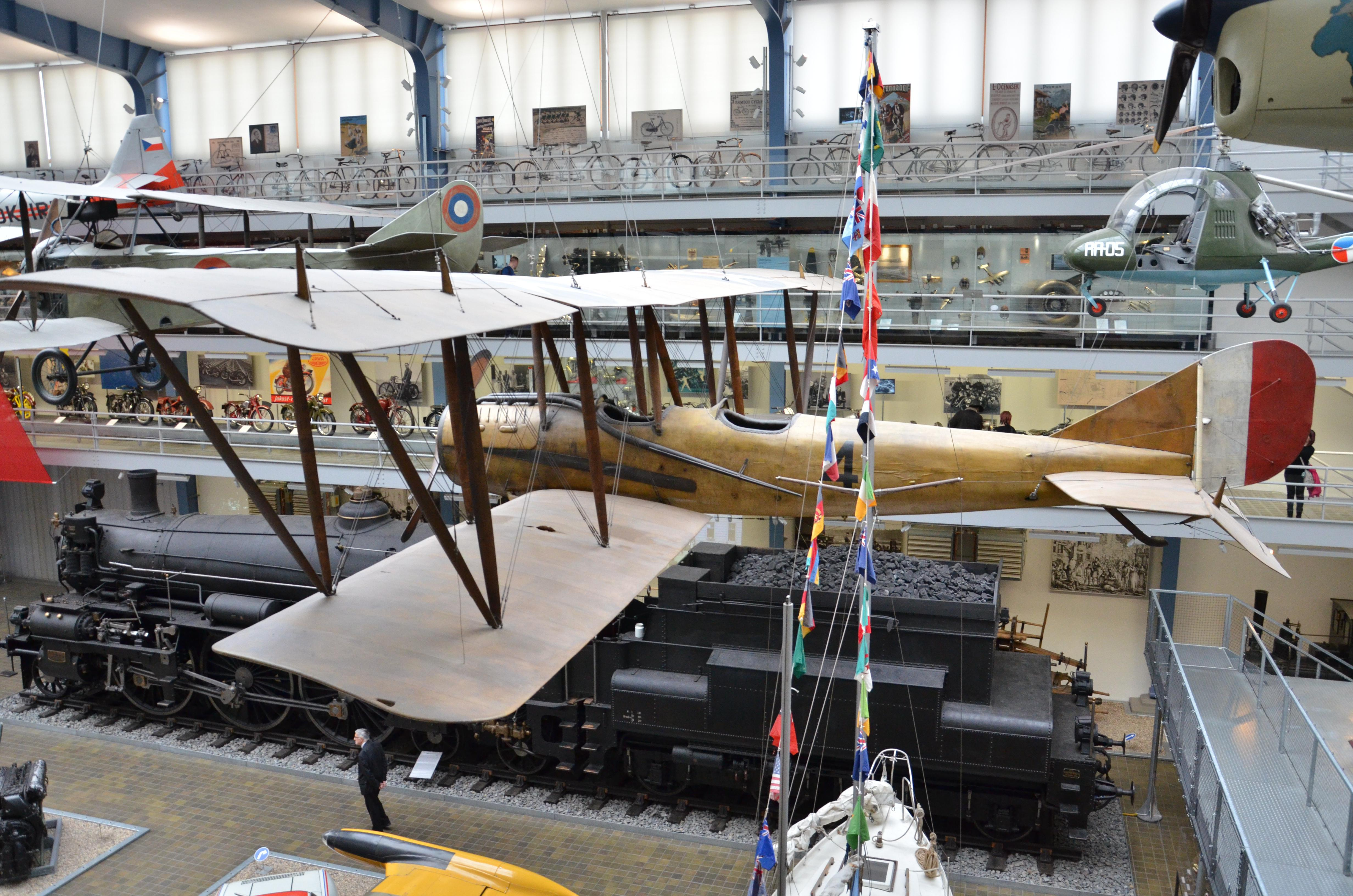
Máy kéo LWF Model V (1917), hai chỗ ngồi của Mỹ, do Quân đoàn Tiệp Khắc mang về từ Nga
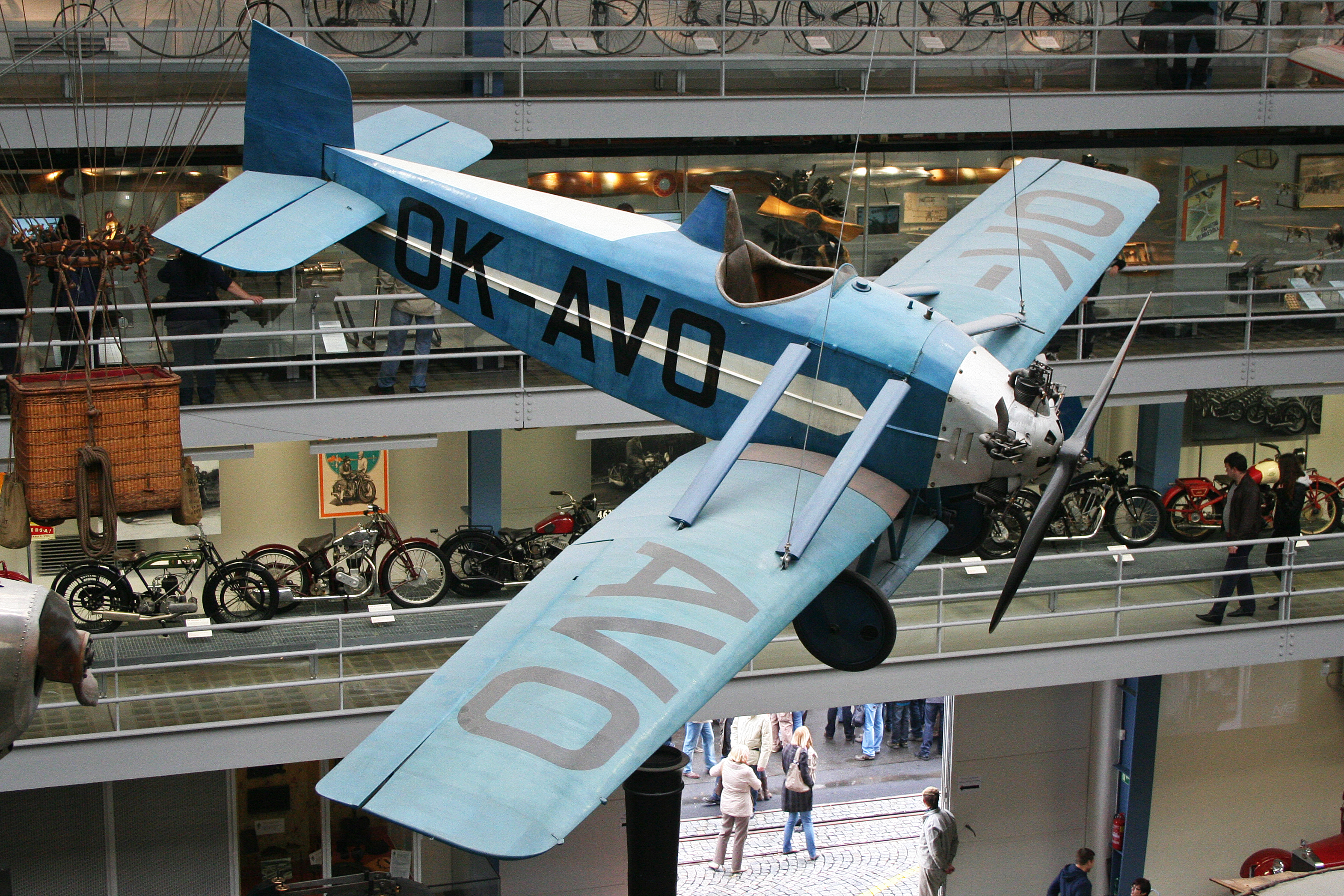
Avia BH-10 (1924)
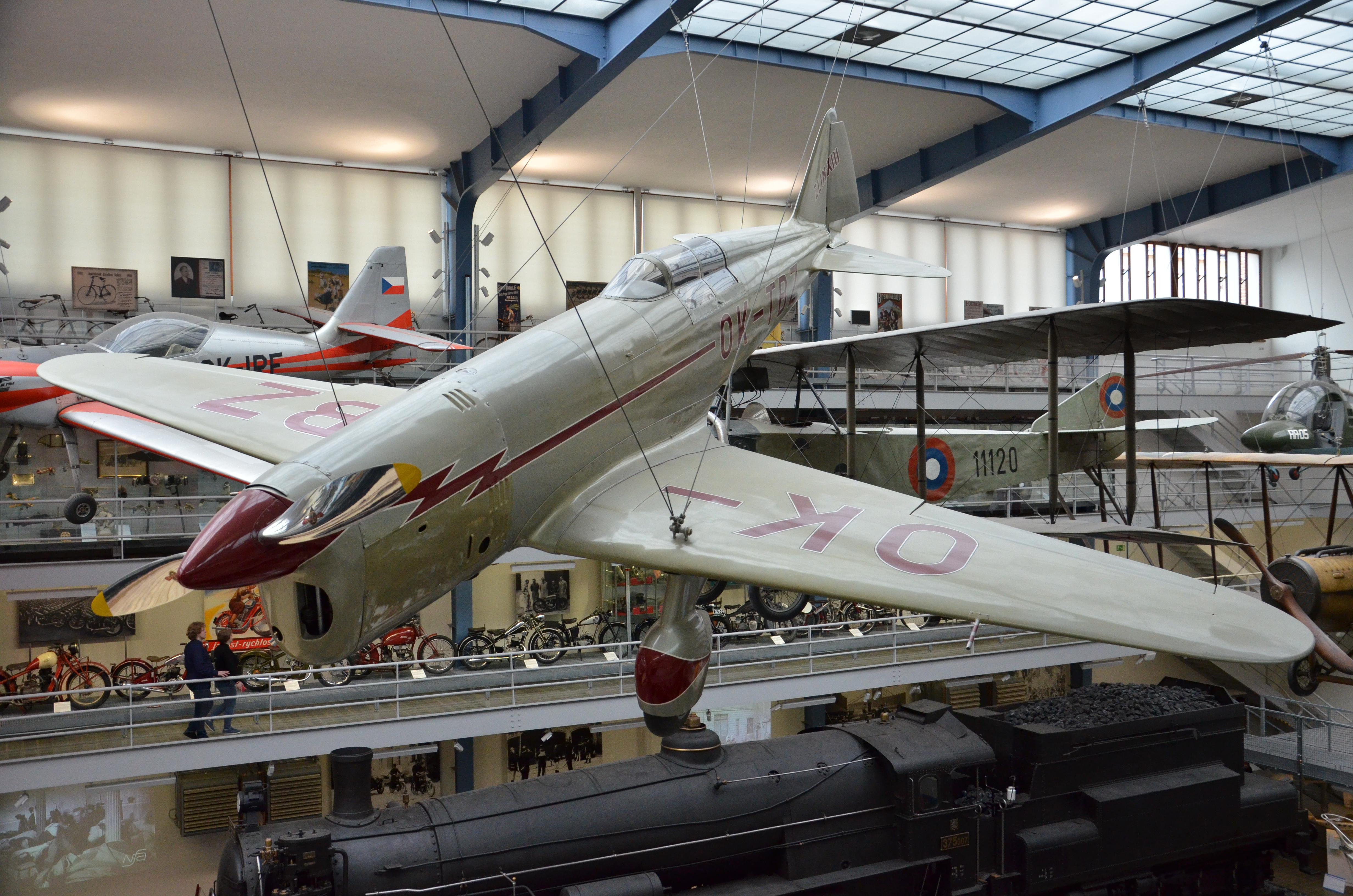
Zlín XIII (1937)
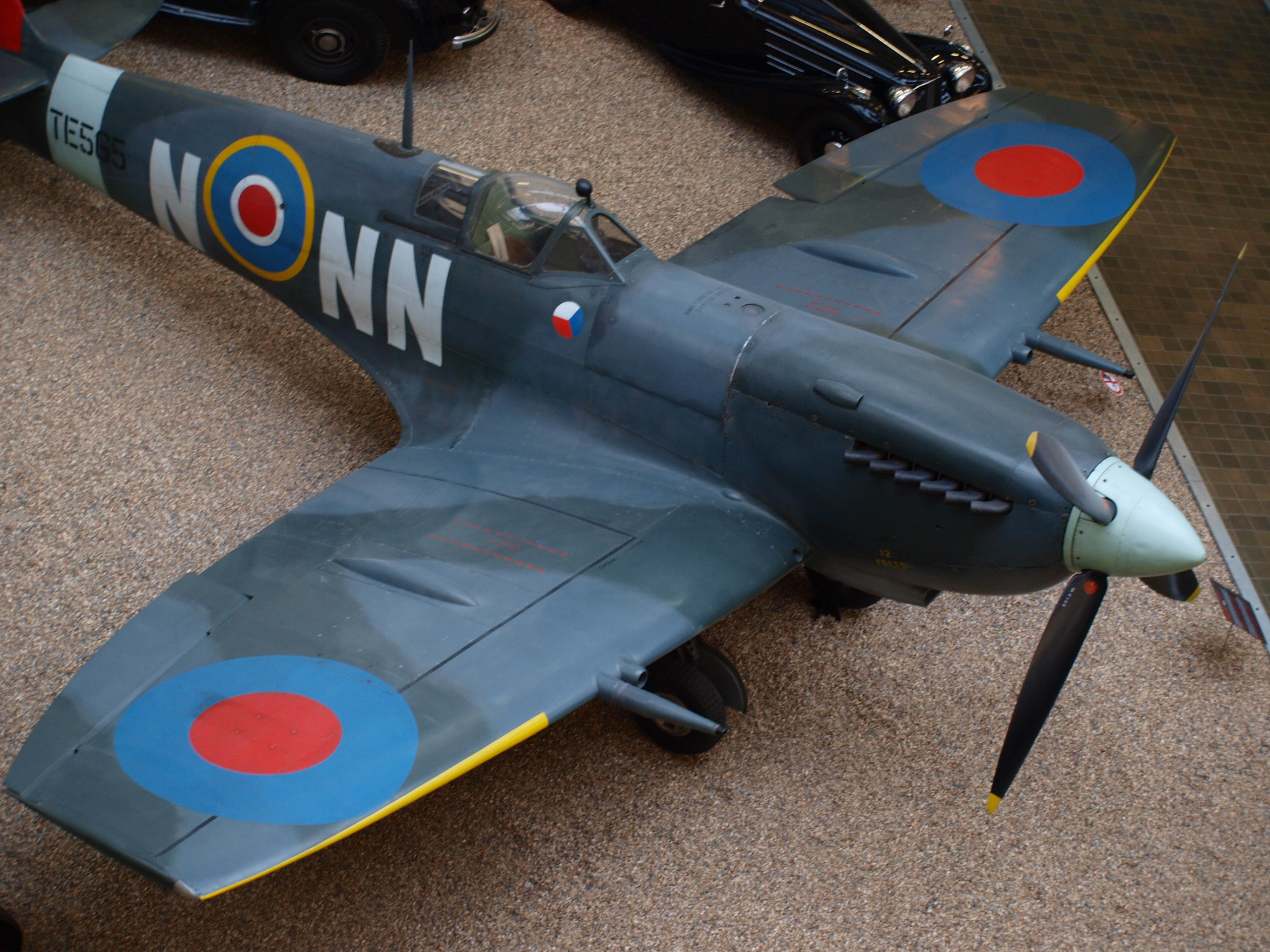
Siêu tàu ngầm Spitfire LF Mk.IXE (1945)
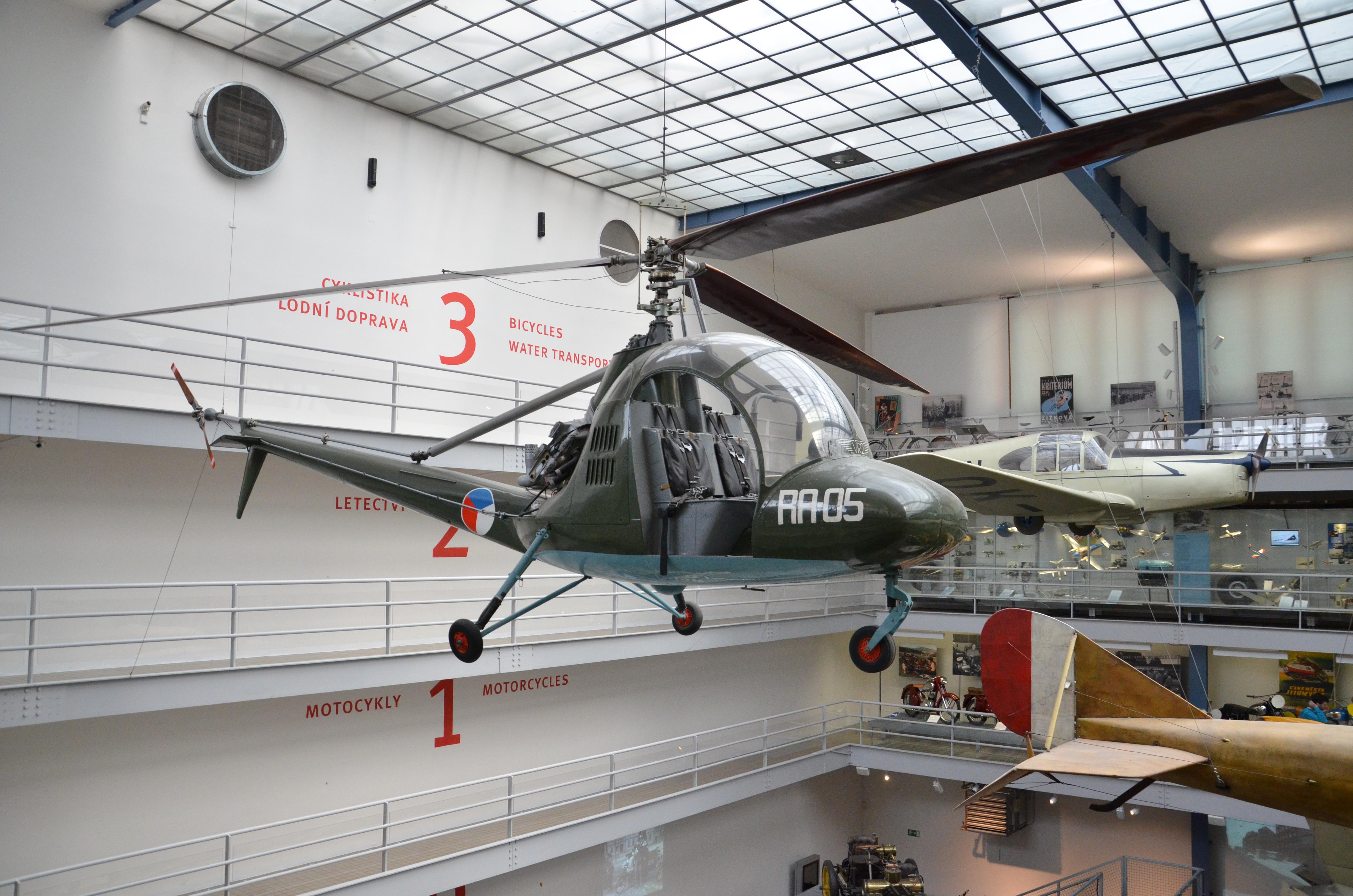
Aero HC-2 Heli Baby (1955)
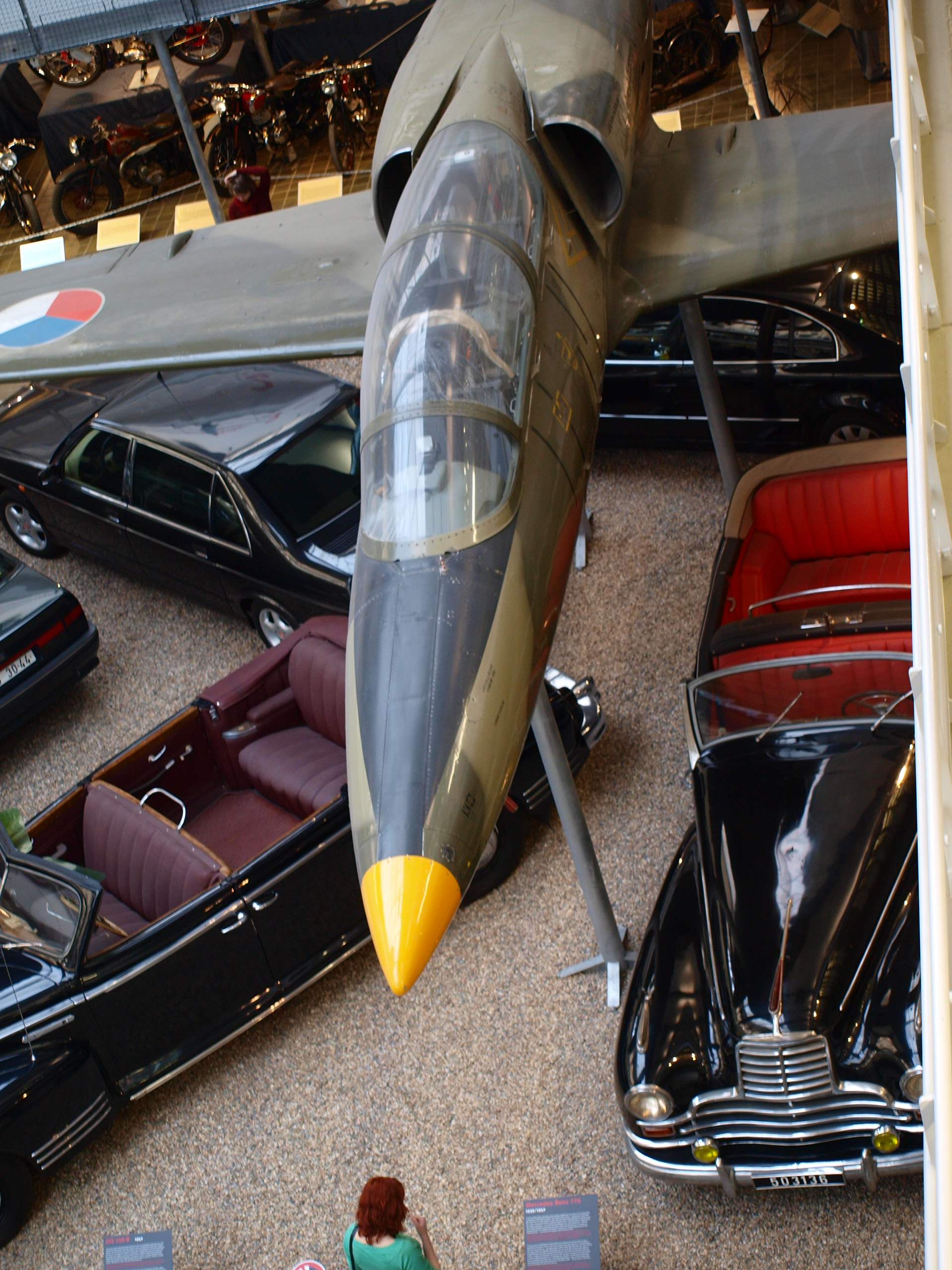
Aero L-39 Albatros (1978)